# Подвійний шах
|   | a | b | c | d | e | f | g | h |   |
| 8 | f8 чорний слон · g8 чорний король · h8 чорний кінь · h7 чорний ферзь · g6 біла тура · d5 білий слон · a1 білий король | f8 чорний слон · g8 чорний король · h8 чорний кінь · h7 чорний ферзь · g6 біла тура · d5 білий слон · a1 білий король | f8 чорний слон · g8 чорний король · h8 чорний кінь · h7 чорний ферзь · g6 біла тура · d5 білий слон · a1 білий король | f8 чорний слон · g8 чорний король · h8 чорний кінь · h7 чорний ферзь · g6 біла тура · d5 білий слон · a1 білий король | f8 чорний слон · g8 чорний король · h8 чорний кінь · h7 чорний ферзь · g6 біла тура · d5 білий слон · a1 білий король | f8 чорний слон · g8 чорний король · h8 чорний кінь · h7 чорний ферзь · g6 біла тура · d5 білий слон · a1 білий король | f8 чорний слон · g8 чорний король · h8 чорний кінь · h7 чорний ферзь · g6 біла тура · d5 білий слон · a1 білий король | f8 чорний слон · g8 чорний король · h8 чорний кінь · h7 чорний ферзь · g6 біла тура · d5 білий слон · a1 білий король | 8 |
| 7 | f8 чорний слон · g8 чорний король · h8 чорний кінь · h7 чорний ферзь · g6 біла тура · d5 білий слон · a1 білий король | f8 чорний слон · g8 чорний король · h8 чорний кінь · h7 чорний ферзь · g6 біла тура · d5 білий слон · a1 білий король | f8 чорний слон · g8 чорний король · h8 чорний кінь · h7 чорний ферзь · g6 біла тура · d5 білий слон · a1 білий король | f8 чорний слон · g8 чорний король · h8 чорний кінь · h7 чорний ферзь · g6 біла тура · d5 білий слон · a1 білий король | f8 чорний слон · g8 чорний король · h8 чорний кінь · h7 чорний ферзь · g6 біла тура · d5 білий слон · a1 білий король | f8 чорний слон · g8 чорний король · h8 чорний кінь · h7 чорний ферзь · g6 біла тура · d5 білий слон · a1 білий король | f8 чорний слон · g8 чорний король · h8 чорний кінь · h7 чорний ферзь · g6 біла тура · d5 білий слон · a1 білий король | f8 чорний слон · g8 чорний король · h8 чорний кінь · h7 чорний ферзь · g6 біла тура · d5 білий слон · a1 білий король | 7 |
| 6 | f8 чорний слон · g8 чорний король · h8 чорний кінь · h7 чорний ферзь · g6 біла тура · d5 білий слон · a1 білий король | f8 чорний слон · g8 чорний король · h8 чорний кінь · h7 чорний ферзь · g6 біла тура · d5 білий слон · a1 білий король | f8 чорний слон · g8 чорний король · h8 чорний кінь · h7 чорний ферзь · g6 біла тура · d5 білий слон · a1 білий король | f8 чорний слон · g8 чорний король · h8 чорний кінь · h7 чорний ферзь · g6 біла тура · d5 білий слон · a1 білий король | f8 чорний слон · g8 чорний король · h8 чорний кінь · h7 чорний ферзь · g6 біла тура · d5 білий слон · a1 білий король | f8 чорний слон · g8 чорний король · h8 чорний кінь · h7 чорний ферзь · g6 біла тура · d5 білий слон · a1 білий король | f8 чорний слон · g8 чорний король · h8 чорний кінь · h7 чорний ферзь · g6 біла тура · d5 білий слон · a1 білий король | f8 чорний слон · g8 чорний король · h8 чорний кінь · h7 чорний ферзь · g6 біла тура · d5 білий слон · a1 білий король | 6 |
| 5 | f8 чорний слон · g8 чорний король · h8 чорний кінь · h7 чорний ферзь · g6 біла тура · d5 білий слон · a1 білий король | f8 чорний слон · g8 чорний король · h8 чорний кінь · h7 чорний ферзь · g6 біла тура · d5 білий слон · a1 білий король | f8 чорний слон · g8 чорний король · h8 чорний кінь · h7 чорний ферзь · g6 біла тура · d5 білий слон · a1 білий король | f8 чорний слон · g8 чорний король · h8 чорний кінь · h7 чорний ферзь · g6 біла тура · d5 білий слон · a1 білий король | f8 чорний слон · g8 чорний король · h8 чорний кінь · h7 чорний ферзь · g6 біла тура · d5 білий слон · a1 білий король | f8 чорний слон · g8 чорний король · h8 чорний кінь · h7 чорний ферзь · g6 біла тура · d5 білий слон · a1 білий король | f8 чорний слон · g8 чорний король · h8 чорний кінь · h7 чорний ферзь · g6 біла тура · d5 білий слон · a1 білий король | f8 чорний слон · g8 чорний король · h8 чорний кінь · h7 чорний ферзь · g6 біла тура · d5 білий слон · a1 білий король | 5 |
| 4 | f8 чорний слон · g8 чорний король · h8 чорний кінь · h7 чорний ферзь · g6 біла тура · d5 білий слон · a1 білий король | f8 чорний слон · g8 чорний король · h8 чорний кінь · h7 чорний ферзь · g6 біла тура · d5 білий слон · a1 білий король | f8 чорний слон · g8 чорний король · h8 чорний кінь · h7 чорний ферзь · g6 біла тура · d5 білий слон · a1 білий король | f8 чорний слон · g8 чорний король · h8 чорний кінь · h7 чорний ферзь · g6 біла тура · d5 білий слон · a1 білий король | f8 чорний слон · g8 чорний король · h8 чорний кінь · h7 чорний ферзь · g6 біла тура · d5 білий слон · a1 білий король | f8 чорний слон · g8 чорний король · h8 чорний кінь · h7 чорний ферзь · g6 біла тура · d5 білий слон · a1 білий король | f8 чорний слон · g8 чорний король · h8 чорний кінь · h7 чорний ферзь · g6 біла тура · d5 білий слон · a1 білий король | f8 чорний слон · g8 чорний король · h8 чорний кінь · h7 чорний ферзь · g6 біла тура · d5 білий слон · a1 білий король | 4 |
| 3 | f8 чорний слон · g8 чорний король · h8 чорний кінь · h7 чорний ферзь · g6 біла тура · d5 білий слон · a1 білий король | f8 чорний слон · g8 чорний король · h8 чорний кінь · h7 чорний ферзь · g6 біла тура · d5 білий слон · a1 білий король | f8 чорний слон · g8 чорний король · h8 чорний кінь · h7 чорний ферзь · g6 біла тура · d5 білий слон · a1 білий король | f8 чорний слон · g8 чорний король · h8 чорний кінь · h7 чорний ферзь · g6 біла тура · d5 білий слон · a1 білий король | f8 чорний слон · g8 чорний король · h8 чорний кінь · h7 чорний ферзь · g6 біла тура · d5 білий слон · a1 білий король | f8 чорний слон · g8 чорний король · h8 чорний кінь · h7 чорний ферзь · g6 біла тура · d5 білий слон · a1 білий король | f8 чорний слон · g8 чорний король · h8 чорний кінь · h7 чорний ферзь · g6 біла тура · d5 білий слон · a1 білий король | f8 чорний слон · g8 чорний король · h8 чорний кінь · h7 чорний ферзь · g6 біла тура · d5 білий слон · a1 білий король | 3 |
| 2 | f8 чорний слон · g8 чорний король · h8 чорний кінь · h7 чорний ферзь · g6 біла тура · d5 білий слон · a1 білий король | f8 чорний слон · g8 чорний король · h8 чорний кінь · h7 чорний ферзь · g6 біла тура · d5 білий слон · a1 білий король | f8 чорний слон · g8 чорний король · h8 чорний кінь · h7 чорний ферзь · g6 біла тура · d5 білий слон · a1 білий король | f8 чорний слон · g8 чорний король · h8 чорний кінь · h7 чорний ферзь · g6 біла тура · d5 білий слон · a1 білий король | f8 чорний слон · g8 чорний король · h8 чорний кінь · h7 чорний ферзь · g6 біла тура · d5 білий слон · a1 білий король | f8 чорний слон · g8 чорний король · h8 чорний кінь · h7 чорний ферзь · g6 біла тура · d5 білий слон · a1 білий король | f8 чорний слон · g8 чорний король · h8 чорний кінь · h7 чорний ферзь · g6 біла тура · d5 білий слон · a1 білий король | f8 чорний слон · g8 чорний король · h8 чорний кінь · h7 чорний ферзь · g6 біла тура · d5 білий слон · a1 білий король | 2 |
| 1 | f8 чорний слон · g8 чорний король · h8 чорний кінь · h7 чорний ферзь · g6 біла тура · d5 білий слон · a1 білий король | f8 чорний слон · g8 чорний король · h8 чорний кінь · h7 чорний ферзь · g6 біла тура · d5 білий слон · a1 білий король | f8 чорний слон · g8 чорний король · h8 чорний кінь · h7 чорний ферзь · g6 біла тура · d5 білий слон · a1 білий король | f8 чорний слон · g8 чорний король · h8 чорний кінь · h7 чорний ферзь · g6 біла тура · d5 білий слон · a1 білий король | f8 чорний слон · g8 чорний король · h8 чорний кінь · h7 чорний ферзь · g6 біла тура · d5 білий слон · a1 білий король | f8 чорний слон · g8 чорний король · h8 чорний кінь · h7 чорний ферзь · g6 біла тура · d5 білий слон · a1 білий король | f8 чорний слон · g8 чорний король · h8 чорний кінь · h7 чорний ферзь · g6 біла тура · d5 білий слон · a1 білий король | f8 чорний слон · g8 чорний король · h8 чорний кінь · h7 чорний ферзь · g6 біла тура · d5 білий слон · a1 білий король | 1 |
|   | a | b | c | d | e | f | g | h |   |

Подвійний шах (записується ++ ) - це шах, при якому на короля опонента нападають одночасно дві фігури або фігура і пішак. Зазвичай подвійний шах трапляється так: перша фігура ставить шах і одночасно цим ходом відкриває лінію для іншої фігури, яка тим самим оголошує другий шах. Через зазначені властивості подвійний шах особливо небезпечний. У випадку подвійного шаху не може брати участь король сторони, що атакує. Також такий шах не може бути оголошений двома кіньми або слонами.  Від звичайного шаха можна захиститися трьома способами: ухилитися (втекти) королем, побити нападаючу фігуру іншою фігурою або перекрити лінію шаху. Однак у разі подвійного шаха є тільки один порятунок — хід королем, при цьому король іноді може сам побити нападаючу фігуру. 
Подвійний шах після ходу пішака можливий: 
1. Якщо він бере фігуру або пішака супротивника з шахом, при цьому відкриваючи вертикальну лінію з другим шахом від тури або ферзя.
2. При взятті пішака противника на проході. У цьому випадку можливий не тільки шах одночасно пішака, що б'є і фігури, але і подвійний шах двома фігурами (в останньому випадку взяття на проході відкриває відразу дві лінії — вертикальну і діагональну). Останній випадок є єдино можливим варіантом «подвійного розкритого шаха », тобто коли подвійний шах може поставити фігура, яка сама не атакує короля (при цьому іноді король може і захиститися від шаха взяттям цієї ж фігури).
3. Після перетворення пішака в фігуру (в будь-яку, але обов'язково з шахом), і при цьому відкриваючи лінію для шаха від іншої своєї фігури (ферзя, тури, слона). В цьому випадку можливий подвійний шах відразу двома турами — пішак забирає фігуру, яка стоїть на останній горизонталі, і перетворюється в туру (з шахом), відкриваючи своїм зрушенням другий шах від іншої тури.

На першій діаграмі наведено приклад подвійного шаха: тура ставить шах і одночасно відкриває діагональ слону, який також ставить шах. 
Подвійний шах використовується в деяких красивих комбінаціях. У партії Мазуцкий — Колиш, білі шляхом жертви ферзя залучили короля на невигідне для нього поле d8. Після цього король потрапив під подвійний шах турою і слоном ходом Cd2-g5 ++. Попри те, що білий слон атакований ферзем на g4 і конем на є4, а біла тура — ферзем на g4, чорні не можуть ні взяти одну з фігур, ні захиститися. Тому єдина відповідь чорних — втекти королем на е8. Білі ставлять мат турою на полі d8, що захищене власним слоном. 
|   | a | b | c | d | e | f | g | h |   |
| 8 | a8 чорна тура · c8 чорний слон · d8 білий ферзь · e8 чорний король · h8 чорна тура · a7 чорний пішак · b7 чорний пішак · c7 чорний пішак · f7 чорний пішак · g7 чорний пішак · h7 чорний пішак · c6 чорний пішак · e4 чорний кінь · g4 чорний ферзь · a2 білий пішак · b2 білий пішак · c2 білий пішак · d2 білий слон · g2 білий пішак · h2 білий пішак · c1 білий король · d1 біла тура · f1 білий слон · h1 біла тура | a8 чорна тура · c8 чорний слон · d8 білий ферзь · e8 чорний король · h8 чорна тура · a7 чорний пішак · b7 чорний пішак · c7 чорний пішак · f7 чорний пішак · g7 чорний пішак · h7 чорний пішак · c6 чорний пішак · e4 чорний кінь · g4 чорний ферзь · a2 білий пішак · b2 білий пішак · c2 білий пішак · d2 білий слон · g2 білий пішак · h2 білий пішак · c1 білий король · d1 біла тура · f1 білий слон · h1 біла тура | a8 чорна тура · c8 чорний слон · d8 білий ферзь · e8 чорний король · h8 чорна тура · a7 чорний пішак · b7 чорний пішак · c7 чорний пішак · f7 чорний пішак · g7 чорний пішак · h7 чорний пішак · c6 чорний пішак · e4 чорний кінь · g4 чорний ферзь · a2 білий пішак · b2 білий пішак · c2 білий пішак · d2 білий слон · g2 білий пішак · h2 білий пішак · c1 білий король · d1 біла тура · f1 білий слон · h1 біла тура | a8 чорна тура · c8 чорний слон · d8 білий ферзь · e8 чорний король · h8 чорна тура · a7 чорний пішак · b7 чорний пішак · c7 чорний пішак · f7 чорний пішак · g7 чорний пішак · h7 чорний пішак · c6 чорний пішак · e4 чорний кінь · g4 чорний ферзь · a2 білий пішак · b2 білий пішак · c2 білий пішак · d2 білий слон · g2 білий пішак · h2 білий пішак · c1 білий король · d1 біла тура · f1 білий слон · h1 біла тура | a8 чорна тура · c8 чорний слон · d8 білий ферзь · e8 чорний король · h8 чорна тура · a7 чорний пішак · b7 чорний пішак · c7 чорний пішак · f7 чорний пішак · g7 чорний пішак · h7 чорний пішак · c6 чорний пішак · e4 чорний кінь · g4 чорний ферзь · a2 білий пішак · b2 білий пішак · c2 білий пішак · d2 білий слон · g2 білий пішак · h2 білий пішак · c1 білий король · d1 біла тура · f1 білий слон · h1 біла тура | a8 чорна тура · c8 чорний слон · d8 білий ферзь · e8 чорний король · h8 чорна тура · a7 чорний пішак · b7 чорний пішак · c7 чорний пішак · f7 чорний пішак · g7 чорний пішак · h7 чорний пішак · c6 чорний пішак · e4 чорний кінь · g4 чорний ферзь · a2 білий пішак · b2 білий пішак · c2 білий пішак · d2 білий слон · g2 білий пішак · h2 білий пішак · c1 білий король · d1 біла тура · f1 білий слон · h1 біла тура | a8 чорна тура · c8 чорний слон · d8 білий ферзь · e8 чорний король · h8 чорна тура · a7 чорний пішак · b7 чорний пішак · c7 чорний пішак · f7 чорний пішак · g7 чорний пішак · h7 чорний пішак · c6 чорний пішак · e4 чорний кінь · g4 чорний ферзь · a2 білий пішак · b2 білий пішак · c2 білий пішак · d2 білий слон · g2 білий пішак · h2 білий пішак · c1 білий король · d1 біла тура · f1 білий слон · h1 біла тура | a8 чорна тура · c8 чорний слон · d8 білий ферзь · e8 чорний король · h8 чорна тура · a7 чорний пішак · b7 чорний пішак · c7 чорний пішак · f7 чорний пішак · g7 чорний пішак · h7 чорний пішак · c6 чорний пішак · e4 чорний кінь · g4 чорний ферзь · a2 білий пішак · b2 білий пішак · c2 білий пішак · d2 білий слон · g2 білий пішак · h2 білий пішак · c1 білий король · d1 біла тура · f1 білий слон · h1 біла тура | 8 |
| 7 | a8 чорна тура · c8 чорний слон · d8 білий ферзь · e8 чорний король · h8 чорна тура · a7 чорний пішак · b7 чорний пішак · c7 чорний пішак · f7 чорний пішак · g7 чорний пішак · h7 чорний пішак · c6 чорний пішак · e4 чорний кінь · g4 чорний ферзь · a2 білий пішак · b2 білий пішак · c2 білий пішак · d2 білий слон · g2 білий пішак · h2 білий пішак · c1 білий король · d1 біла тура · f1 білий слон · h1 біла тура | a8 чорна тура · c8 чорний слон · d8 білий ферзь · e8 чорний король · h8 чорна тура · a7 чорний пішак · b7 чорний пішак · c7 чорний пішак · f7 чорний пішак · g7 чорний пішак · h7 чорний пішак · c6 чорний пішак · e4 чорний кінь · g4 чорний ферзь · a2 білий пішак · b2 білий пішак · c2 білий пішак · d2 білий слон · g2 білий пішак · h2 білий пішак · c1 білий король · d1 біла тура · f1 білий слон · h1 біла тура | a8 чорна тура · c8 чорний слон · d8 білий ферзь · e8 чорний король · h8 чорна тура · a7 чорний пішак · b7 чорний пішак · c7 чорний пішак · f7 чорний пішак · g7 чорний пішак · h7 чорний пішак · c6 чорний пішак · e4 чорний кінь · g4 чорний ферзь · a2 білий пішак · b2 білий пішак · c2 білий пішак · d2 білий слон · g2 білий пішак · h2 білий пішак · c1 білий король · d1 біла тура · f1 білий слон · h1 біла тура | a8 чорна тура · c8 чорний слон · d8 білий ферзь · e8 чорний король · h8 чорна тура · a7 чорний пішак · b7 чорний пішак · c7 чорний пішак · f7 чорний пішак · g7 чорний пішак · h7 чорний пішак · c6 чорний пішак · e4 чорний кінь · g4 чорний ферзь · a2 білий пішак · b2 білий пішак · c2 білий пішак · d2 білий слон · g2 білий пішак · h2 білий пішак · c1 білий король · d1 біла тура · f1 білий слон · h1 біла тура | a8 чорна тура · c8 чорний слон · d8 білий ферзь · e8 чорний король · h8 чорна тура · a7 чорний пішак · b7 чорний пішак · c7 чорний пішак · f7 чорний пішак · g7 чорний пішак · h7 чорний пішак · c6 чорний пішак · e4 чорний кінь · g4 чорний ферзь · a2 білий пішак · b2 білий пішак · c2 білий пішак · d2 білий слон · g2 білий пішак · h2 білий пішак · c1 білий король · d1 біла тура · f1 білий слон · h1 біла тура | a8 чорна тура · c8 чорний слон · d8 білий ферзь · e8 чорний король · h8 чорна тура · a7 чорний пішак · b7 чорний пішак · c7 чорний пішак · f7 чорний пішак · g7 чорний пішак · h7 чорний пішак · c6 чорний пішак · e4 чорний кінь · g4 чорний ферзь · a2 білий пішак · b2 білий пішак · c2 білий пішак · d2 білий слон · g2 білий пішак · h2 білий пішак · c1 білий король · d1 біла тура · f1 білий слон · h1 біла тура | a8 чорна тура · c8 чорний слон · d8 білий ферзь · e8 чорний король · h8 чорна тура · a7 чорний пішак · b7 чорний пішак · c7 чорний пішак · f7 чорний пішак · g7 чорний пішак · h7 чорний пішак · c6 чорний пішак · e4 чорний кінь · g4 чорний ферзь · a2 білий пішак · b2 білий пішак · c2 білий пішак · d2 білий слон · g2 білий пішак · h2 білий пішак · c1 білий король · d1 біла тура · f1 білий слон · h1 біла тура | a8 чорна тура · c8 чорний слон · d8 білий ферзь · e8 чорний король · h8 чорна тура · a7 чорний пішак · b7 чорний пішак · c7 чорний пішак · f7 чорний пішак · g7 чорний пішак · h7 чорний пішак · c6 чорний пішак · e4 чорний кінь · g4 чорний ферзь · a2 білий пішак · b2 білий пішак · c2 білий пішак · d2 білий слон · g2 білий пішак · h2 білий пішак · c1 білий король · d1 біла тура · f1 білий слон · h1 біла тура | 7 |
| 6 | a8 чорна тура · c8 чорний слон · d8 білий ферзь · e8 чорний король · h8 чорна тура · a7 чорний пішак · b7 чорний пішак · c7 чорний пішак · f7 чорний пішак · g7 чорний пішак · h7 чорний пішак · c6 чорний пішак · e4 чорний кінь · g4 чорний ферзь · a2 білий пішак · b2 білий пішак · c2 білий пішак · d2 білий слон · g2 білий пішак · h2 білий пішак · c1 білий король · d1 біла тура · f1 білий слон · h1 біла тура | a8 чорна тура · c8 чорний слон · d8 білий ферзь · e8 чорний король · h8 чорна тура · a7 чорний пішак · b7 чорний пішак · c7 чорний пішак · f7 чорний пішак · g7 чорний пішак · h7 чорний пішак · c6 чорний пішак · e4 чорний кінь · g4 чорний ферзь · a2 білий пішак · b2 білий пішак · c2 білий пішак · d2 білий слон · g2 білий пішак · h2 білий пішак · c1 білий король · d1 біла тура · f1 білий слон · h1 біла тура | a8 чорна тура · c8 чорний слон · d8 білий ферзь · e8 чорний король · h8 чорна тура · a7 чорний пішак · b7 чорний пішак · c7 чорний пішак · f7 чорний пішак · g7 чорний пішак · h7 чорний пішак · c6 чорний пішак · e4 чорний кінь · g4 чорний ферзь · a2 білий пішак · b2 білий пішак · c2 білий пішак · d2 білий слон · g2 білий пішак · h2 білий пішак · c1 білий король · d1 біла тура · f1 білий слон · h1 біла тура | a8 чорна тура · c8 чорний слон · d8 білий ферзь · e8 чорний король · h8 чорна тура · a7 чорний пішак · b7 чорний пішак · c7 чорний пішак · f7 чорний пішак · g7 чорний пішак · h7 чорний пішак · c6 чорний пішак · e4 чорний кінь · g4 чорний ферзь · a2 білий пішак · b2 білий пішак · c2 білий пішак · d2 білий слон · g2 білий пішак · h2 білий пішак · c1 білий король · d1 біла тура · f1 білий слон · h1 біла тура | a8 чорна тура · c8 чорний слон · d8 білий ферзь · e8 чорний король · h8 чорна тура · a7 чорний пішак · b7 чорний пішак · c7 чорний пішак · f7 чорний пішак · g7 чорний пішак · h7 чорний пішак · c6 чорний пішак · e4 чорний кінь · g4 чорний ферзь · a2 білий пішак · b2 білий пішак · c2 білий пішак · d2 білий слон · g2 білий пішак · h2 білий пішак · c1 білий король · d1 біла тура · f1 білий слон · h1 біла тура | a8 чорна тура · c8 чорний слон · d8 білий ферзь · e8 чорний король · h8 чорна тура · a7 чорний пішак · b7 чорний пішак · c7 чорний пішак · f7 чорний пішак · g7 чорний пішак · h7 чорний пішак · c6 чорний пішак · e4 чорний кінь · g4 чорний ферзь · a2 білий пішак · b2 білий пішак · c2 білий пішак · d2 білий слон · g2 білий пішак · h2 білий пішак · c1 білий король · d1 біла тура · f1 білий слон · h1 біла тура | a8 чорна тура · c8 чорний слон · d8 білий ферзь · e8 чорний король · h8 чорна тура · a7 чорний пішак · b7 чорний пішак · c7 чорний пішак · f7 чорний пішак · g7 чорний пішак · h7 чорний пішак · c6 чорний пішак · e4 чорний кінь · g4 чорний ферзь · a2 білий пішак · b2 білий пішак · c2 білий пішак · d2 білий слон · g2 білий пішак · h2 білий пішак · c1 білий король · d1 біла тура · f1 білий слон · h1 біла тура | a8 чорна тура · c8 чорний слон · d8 білий ферзь · e8 чорний король · h8 чорна тура · a7 чорний пішак · b7 чорний пішак · c7 чорний пішак · f7 чорний пішак · g7 чорний пішак · h7 чорний пішак · c6 чорний пішак · e4 чорний кінь · g4 чорний ферзь · a2 білий пішак · b2 білий пішак · c2 білий пішак · d2 білий слон · g2 білий пішак · h2 білий пішак · c1 білий король · d1 біла тура · f1 білий слон · h1 біла тура | 6 |
| 5 | a8 чорна тура · c8 чорний слон · d8 білий ферзь · e8 чорний король · h8 чорна тура · a7 чорний пішак · b7 чорний пішак · c7 чорний пішак · f7 чорний пішак · g7 чорний пішак · h7 чорний пішак · c6 чорний пішак · e4 чорний кінь · g4 чорний ферзь · a2 білий пішак · b2 білий пішак · c2 білий пішак · d2 білий слон · g2 білий пішак · h2 білий пішак · c1 білий король · d1 біла тура · f1 білий слон · h1 біла тура | a8 чорна тура · c8 чорний слон · d8 білий ферзь · e8 чорний король · h8 чорна тура · a7 чорний пішак · b7 чорний пішак · c7 чорний пішак · f7 чорний пішак · g7 чорний пішак · h7 чорний пішак · c6 чорний пішак · e4 чорний кінь · g4 чорний ферзь · a2 білий пішак · b2 білий пішак · c2 білий пішак · d2 білий слон · g2 білий пішак · h2 білий пішак · c1 білий король · d1 біла тура · f1 білий слон · h1 біла тура | a8 чорна тура · c8 чорний слон · d8 білий ферзь · e8 чорний король · h8 чорна тура · a7 чорний пішак · b7 чорний пішак · c7 чорний пішак · f7 чорний пішак · g7 чорний пішак · h7 чорний пішак · c6 чорний пішак · e4 чорний кінь · g4 чорний ферзь · a2 білий пішак · b2 білий пішак · c2 білий пішак · d2 білий слон · g2 білий пішак · h2 білий пішак · c1 білий король · d1 біла тура · f1 білий слон · h1 біла тура | a8 чорна тура · c8 чорний слон · d8 білий ферзь · e8 чорний король · h8 чорна тура · a7 чорний пішак · b7 чорний пішак · c7 чорний пішак · f7 чорний пішак · g7 чорний пішак · h7 чорний пішак · c6 чорний пішак · e4 чорний кінь · g4 чорний ферзь · a2 білий пішак · b2 білий пішак · c2 білий пішак · d2 білий слон · g2 білий пішак · h2 білий пішак · c1 білий король · d1 біла тура · f1 білий слон · h1 біла тура | a8 чорна тура · c8 чорний слон · d8 білий ферзь · e8 чорний король · h8 чорна тура · a7 чорний пішак · b7 чорний пішак · c7 чорний пішак · f7 чорний пішак · g7 чорний пішак · h7 чорний пішак · c6 чорний пішак · e4 чорний кінь · g4 чорний ферзь · a2 білий пішак · b2 білий пішак · c2 білий пішак · d2 білий слон · g2 білий пішак · h2 білий пішак · c1 білий король · d1 біла тура · f1 білий слон · h1 біла тура | a8 чорна тура · c8 чорний слон · d8 білий ферзь · e8 чорний король · h8 чорна тура · a7 чорний пішак · b7 чорний пішак · c7 чорний пішак · f7 чорний пішак · g7 чорний пішак · h7 чорний пішак · c6 чорний пішак · e4 чорний кінь · g4 чорний ферзь · a2 білий пішак · b2 білий пішак · c2 білий пішак · d2 білий слон · g2 білий пішак · h2 білий пішак · c1 білий король · d1 біла тура · f1 білий слон · h1 біла тура | a8 чорна тура · c8 чорний слон · d8 білий ферзь · e8 чорний король · h8 чорна тура · a7 чорний пішак · b7 чорний пішак · c7 чорний пішак · f7 чорний пішак · g7 чорний пішак · h7 чорний пішак · c6 чорний пішак · e4 чорний кінь · g4 чорний ферзь · a2 білий пішак · b2 білий пішак · c2 білий пішак · d2 білий слон · g2 білий пішак · h2 білий пішак · c1 білий король · d1 біла тура · f1 білий слон · h1 біла тура | a8 чорна тура · c8 чорний слон · d8 білий ферзь · e8 чорний король · h8 чорна тура · a7 чорний пішак · b7 чорний пішак · c7 чорний пішак · f7 чорний пішак · g7 чорний пішак · h7 чорний пішак · c6 чорний пішак · e4 чорний кінь · g4 чорний ферзь · a2 білий пішак · b2 білий пішак · c2 білий пішак · d2 білий слон · g2 білий пішак · h2 білий пішак · c1 білий король · d1 біла тура · f1 білий слон · h1 біла тура | 5 |
| 4 | a8 чорна тура · c8 чорний слон · d8 білий ферзь · e8 чорний король · h8 чорна тура · a7 чорний пішак · b7 чорний пішак · c7 чорний пішак · f7 чорний пішак · g7 чорний пішак · h7 чорний пішак · c6 чорний пішак · e4 чорний кінь · g4 чорний ферзь · a2 білий пішак · b2 білий пішак · c2 білий пішак · d2 білий слон · g2 білий пішак · h2 білий пішак · c1 білий король · d1 біла тура · f1 білий слон · h1 біла тура | a8 чорна тура · c8 чорний слон · d8 білий ферзь · e8 чорний король · h8 чорна тура · a7 чорний пішак · b7 чорний пішак · c7 чорний пішак · f7 чорний пішак · g7 чорний пішак · h7 чорний пішак · c6 чорний пішак · e4 чорний кінь · g4 чорний ферзь · a2 білий пішак · b2 білий пішак · c2 білий пішак · d2 білий слон · g2 білий пішак · h2 білий пішак · c1 білий король · d1 біла тура · f1 білий слон · h1 біла тура | a8 чорна тура · c8 чорний слон · d8 білий ферзь · e8 чорний король · h8 чорна тура · a7 чорний пішак · b7 чорний пішак · c7 чорний пішак · f7 чорний пішак · g7 чорний пішак · h7 чорний пішак · c6 чорний пішак · e4 чорний кінь · g4 чорний ферзь · a2 білий пішак · b2 білий пішак · c2 білий пішак · d2 білий слон · g2 білий пішак · h2 білий пішак · c1 білий король · d1 біла тура · f1 білий слон · h1 біла тура | a8 чорна тура · c8 чорний слон · d8 білий ферзь · e8 чорний король · h8 чорна тура · a7 чорний пішак · b7 чорний пішак · c7 чорний пішак · f7 чорний пішак · g7 чорний пішак · h7 чорний пішак · c6 чорний пішак · e4 чорний кінь · g4 чорний ферзь · a2 білий пішак · b2 білий пішак · c2 білий пішак · d2 білий слон · g2 білий пішак · h2 білий пішак · c1 білий король · d1 біла тура · f1 білий слон · h1 біла тура | a8 чорна тура · c8 чорний слон · d8 білий ферзь · e8 чорний король · h8 чорна тура · a7 чорний пішак · b7 чорний пішак · c7 чорний пішак · f7 чорний пішак · g7 чорний пішак · h7 чорний пішак · c6 чорний пішак · e4 чорний кінь · g4 чорний ферзь · a2 білий пішак · b2 білий пішак · c2 білий пішак · d2 білий слон · g2 білий пішак · h2 білий пішак · c1 білий король · d1 біла тура · f1 білий слон · h1 біла тура | a8 чорна тура · c8 чорний слон · d8 білий ферзь · e8 чорний король · h8 чорна тура · a7 чорний пішак · b7 чорний пішак · c7 чорний пішак · f7 чорний пішак · g7 чорний пішак · h7 чорний пішак · c6 чорний пішак · e4 чорний кінь · g4 чорний ферзь · a2 білий пішак · b2 білий пішак · c2 білий пішак · d2 білий слон · g2 білий пішак · h2 білий пішак · c1 білий король · d1 біла тура · f1 білий слон · h1 біла тура | a8 чорна тура · c8 чорний слон · d8 білий ферзь · e8 чорний король · h8 чорна тура · a7 чорний пішак · b7 чорний пішак · c7 чорний пішак · f7 чорний пішак · g7 чорний пішак · h7 чорний пішак · c6 чорний пішак · e4 чорний кінь · g4 чорний ферзь · a2 білий пішак · b2 білий пішак · c2 білий пішак · d2 білий слон · g2 білий пішак · h2 білий пішак · c1 білий король · d1 біла тура · f1 білий слон · h1 біла тура | a8 чорна тура · c8 чорний слон · d8 білий ферзь · e8 чорний король · h8 чорна тура · a7 чорний пішак · b7 чорний пішак · c7 чорний пішак · f7 чорний пішак · g7 чорний пішак · h7 чорний пішак · c6 чорний пішак · e4 чорний кінь · g4 чорний ферзь · a2 білий пішак · b2 білий пішак · c2 білий пішак · d2 білий слон · g2 білий пішак · h2 білий пішак · c1 білий король · d1 біла тура · f1 білий слон · h1 біла тура | 4 |
| 3 | a8 чорна тура · c8 чорний слон · d8 білий ферзь · e8 чорний король · h8 чорна тура · a7 чорний пішак · b7 чорний пішак · c7 чорний пішак · f7 чорний пішак · g7 чорний пішак · h7 чорний пішак · c6 чорний пішак · e4 чорний кінь · g4 чорний ферзь · a2 білий пішак · b2 білий пішак · c2 білий пішак · d2 білий слон · g2 білий пішак · h2 білий пішак · c1 білий король · d1 біла тура · f1 білий слон · h1 біла тура | a8 чорна тура · c8 чорний слон · d8 білий ферзь · e8 чорний король · h8 чорна тура · a7 чорний пішак · b7 чорний пішак · c7 чорний пішак · f7 чорний пішак · g7 чорний пішак · h7 чорний пішак · c6 чорний пішак · e4 чорний кінь · g4 чорний ферзь · a2 білий пішак · b2 білий пішак · c2 білий пішак · d2 білий слон · g2 білий пішак · h2 білий пішак · c1 білий король · d1 біла тура · f1 білий слон · h1 біла тура | a8 чорна тура · c8 чорний слон · d8 білий ферзь · e8 чорний король · h8 чорна тура · a7 чорний пішак · b7 чорний пішак · c7 чорний пішак · f7 чорний пішак · g7 чорний пішак · h7 чорний пішак · c6 чорний пішак · e4 чорний кінь · g4 чорний ферзь · a2 білий пішак · b2 білий пішак · c2 білий пішак · d2 білий слон · g2 білий пішак · h2 білий пішак · c1 білий король · d1 біла тура · f1 білий слон · h1 біла тура | a8 чорна тура · c8 чорний слон · d8 білий ферзь · e8 чорний король · h8 чорна тура · a7 чорний пішак · b7 чорний пішак · c7 чорний пішак · f7 чорний пішак · g7 чорний пішак · h7 чорний пішак · c6 чорний пішак · e4 чорний кінь · g4 чорний ферзь · a2 білий пішак · b2 білий пішак · c2 білий пішак · d2 білий слон · g2 білий пішак · h2 білий пішак · c1 білий король · d1 біла тура · f1 білий слон · h1 біла тура | a8 чорна тура · c8 чорний слон · d8 білий ферзь · e8 чорний король · h8 чорна тура · a7 чорний пішак · b7 чорний пішак · c7 чорний пішак · f7 чорний пішак · g7 чорний пішак · h7 чорний пішак · c6 чорний пішак · e4 чорний кінь · g4 чорний ферзь · a2 білий пішак · b2 білий пішак · c2 білий пішак · d2 білий слон · g2 білий пішак · h2 білий пішак · c1 білий король · d1 біла тура · f1 білий слон · h1 біла тура | a8 чорна тура · c8 чорний слон · d8 білий ферзь · e8 чорний король · h8 чорна тура · a7 чорний пішак · b7 чорний пішак · c7 чорний пішак · f7 чорний пішак · g7 чорний пішак · h7 чорний пішак · c6 чорний пішак · e4 чорний кінь · g4 чорний ферзь · a2 білий пішак · b2 білий пішак · c2 білий пішак · d2 білий слон · g2 білий пішак · h2 білий пішак · c1 білий король · d1 біла тура · f1 білий слон · h1 біла тура | a8 чорна тура · c8 чорний слон · d8 білий ферзь · e8 чорний король · h8 чорна тура · a7 чорний пішак · b7 чорний пішак · c7 чорний пішак · f7 чорний пішак · g7 чорний пішак · h7 чорний пішак · c6 чорний пішак · e4 чорний кінь · g4 чорний ферзь · a2 білий пішак · b2 білий пішак · c2 білий пішак · d2 білий слон · g2 білий пішак · h2 білий пішак · c1 білий король · d1 біла тура · f1 білий слон · h1 біла тура | a8 чорна тура · c8 чорний слон · d8 білий ферзь · e8 чорний король · h8 чорна тура · a7 чорний пішак · b7 чорний пішак · c7 чорний пішак · f7 чорний пішак · g7 чорний пішак · h7 чорний пішак · c6 чорний пішак · e4 чорний кінь · g4 чорний ферзь · a2 білий пішак · b2 білий пішак · c2 білий пішак · d2 білий слон · g2 білий пішак · h2 білий пішак · c1 білий король · d1 біла тура · f1 білий слон · h1 біла тура | 3 |
| 2 | a8 чорна тура · c8 чорний слон · d8 білий ферзь · e8 чорний король · h8 чорна тура · a7 чорний пішак · b7 чорний пішак · c7 чорний пішак · f7 чорний пішак · g7 чорний пішак · h7 чорний пішак · c6 чорний пішак · e4 чорний кінь · g4 чорний ферзь · a2 білий пішак · b2 білий пішак · c2 білий пішак · d2 білий слон · g2 білий пішак · h2 білий пішак · c1 білий король · d1 біла тура · f1 білий слон · h1 біла тура | a8 чорна тура · c8 чорний слон · d8 білий ферзь · e8 чорний король · h8 чорна тура · a7 чорний пішак · b7 чорний пішак · c7 чорний пішак · f7 чорний пішак · g7 чорний пішак · h7 чорний пішак · c6 чорний пішак · e4 чорний кінь · g4 чорний ферзь · a2 білий пішак · b2 білий пішак · c2 білий пішак · d2 білий слон · g2 білий пішак · h2 білий пішак · c1 білий король · d1 біла тура · f1 білий слон · h1 біла тура | a8 чорна тура · c8 чорний слон · d8 білий ферзь · e8 чорний король · h8 чорна тура · a7 чорний пішак · b7 чорний пішак · c7 чорний пішак · f7 чорний пішак · g7 чорний пішак · h7 чорний пішак · c6 чорний пішак · e4 чорний кінь · g4 чорний ферзь · a2 білий пішак · b2 білий пішак · c2 білий пішак · d2 білий слон · g2 білий пішак · h2 білий пішак · c1 білий король · d1 біла тура · f1 білий слон · h1 біла тура | a8 чорна тура · c8 чорний слон · d8 білий ферзь · e8 чорний король · h8 чорна тура · a7 чорний пішак · b7 чорний пішак · c7 чорний пішак · f7 чорний пішак · g7 чорний пішак · h7 чорний пішак · c6 чорний пішак · e4 чорний кінь · g4 чорний ферзь · a2 білий пішак · b2 білий пішак · c2 білий пішак · d2 білий слон · g2 білий пішак · h2 білий пішак · c1 білий король · d1 біла тура · f1 білий слон · h1 біла тура | a8 чорна тура · c8 чорний слон · d8 білий ферзь · e8 чорний король · h8 чорна тура · a7 чорний пішак · b7 чорний пішак · c7 чорний пішак · f7 чорний пішак · g7 чорний пішак · h7 чорний пішак · c6 чорний пішак · e4 чорний кінь · g4 чорний ферзь · a2 білий пішак · b2 білий пішак · c2 білий пішак · d2 білий слон · g2 білий пішак · h2 білий пішак · c1 білий король · d1 біла тура · f1 білий слон · h1 біла тура | a8 чорна тура · c8 чорний слон · d8 білий ферзь · e8 чорний король · h8 чорна тура · a7 чорний пішак · b7 чорний пішак · c7 чорний пішак · f7 чорний пішак · g7 чорний пішак · h7 чорний пішак · c6 чорний пішак · e4 чорний кінь · g4 чорний ферзь · a2 білий пішак · b2 білий пішак · c2 білий пішак · d2 білий слон · g2 білий пішак · h2 білий пішак · c1 білий король · d1 біла тура · f1 білий слон · h1 біла тура | a8 чорна тура · c8 чорний слон · d8 білий ферзь · e8 чорний король · h8 чорна тура · a7 чорний пішак · b7 чорний пішак · c7 чорний пішак · f7 чорний пішак · g7 чорний пішак · h7 чорний пішак · c6 чорний пішак · e4 чорний кінь · g4 чорний ферзь · a2 білий пішак · b2 білий пішак · c2 білий пішак · d2 білий слон · g2 білий пішак · h2 білий пішак · c1 білий король · d1 біла тура · f1 білий слон · h1 біла тура | a8 чорна тура · c8 чорний слон · d8 білий ферзь · e8 чорний король · h8 чорна тура · a7 чорний пішак · b7 чорний пішак · c7 чорний пішак · f7 чорний пішак · g7 чорний пішак · h7 чорний пішак · c6 чорний пішак · e4 чорний кінь · g4 чорний ферзь · a2 білий пішак · b2 білий пішак · c2 білий пішак · d2 білий слон · g2 білий пішак · h2 білий пішак · c1 білий король · d1 біла тура · f1 білий слон · h1 біла тура | 2 |
| 1 | a8 чорна тура · c8 чорний слон · d8 білий ферзь · e8 чорний король · h8 чорна тура · a7 чорний пішак · b7 чорний пішак · c7 чорний пішак · f7 чорний пішак · g7 чорний пішак · h7 чорний пішак · c6 чорний пішак · e4 чорний кінь · g4 чорний ферзь · a2 білий пішак · b2 білий пішак · c2 білий пішак · d2 білий слон · g2 білий пішак · h2 білий пішак · c1 білий король · d1 біла тура · f1 білий слон · h1 біла тура | a8 чорна тура · c8 чорний слон · d8 білий ферзь · e8 чорний король · h8 чорна тура · a7 чорний пішак · b7 чорний пішак · c7 чорний пішак · f7 чорний пішак · g7 чорний пішак · h7 чорний пішак · c6 чорний пішак · e4 чорний кінь · g4 чорний ферзь · a2 білий пішак · b2 білий пішак · c2 білий пішак · d2 білий слон · g2 білий пішак · h2 білий пішак · c1 білий король · d1 біла тура · f1 білий слон · h1 біла тура | a8 чорна тура · c8 чорний слон · d8 білий ферзь · e8 чорний король · h8 чорна тура · a7 чорний пішак · b7 чорний пішак · c7 чорний пішак · f7 чорний пішак · g7 чорний пішак · h7 чорний пішак · c6 чорний пішак · e4 чорний кінь · g4 чорний ферзь · a2 білий пішак · b2 білий пішак · c2 білий пішак · d2 білий слон · g2 білий пішак · h2 білий пішак · c1 білий король · d1 біла тура · f1 білий слон · h1 біла тура | a8 чорна тура · c8 чорний слон · d8 білий ферзь · e8 чорний король · h8 чорна тура · a7 чорний пішак · b7 чорний пішак · c7 чорний пішак · f7 чорний пішак · g7 чорний пішак · h7 чорний пішак · c6 чорний пішак · e4 чорний кінь · g4 чорний ферзь · a2 білий пішак · b2 білий пішак · c2 білий пішак · d2 білий слон · g2 білий пішак · h2 білий пішак · c1 білий король · d1 біла тура · f1 білий слон · h1 біла тура | a8 чорна тура · c8 чорний слон · d8 білий ферзь · e8 чорний король · h8 чорна тура · a7 чорний пішак · b7 чорний пішак · c7 чорний пішак · f7 чорний пішак · g7 чорний пішак · h7 чорний пішак · c6 чорний пішак · e4 чорний кінь · g4 чорний ферзь · a2 білий пішак · b2 білий пішак · c2 білий пішак · d2 білий слон · g2 білий пішак · h2 білий пішак · c1 білий король · d1 біла тура · f1 білий слон · h1 біла тура | a8 чорна тура · c8 чорний слон · d8 білий ферзь · e8 чорний король · h8 чорна тура · a7 чорний пішак · b7 чорний пішак · c7 чорний пішак · f7 чорний пішак · g7 чорний пішак · h7 чорний пішак · c6 чорний пішак · e4 чорний кінь · g4 чорний ферзь · a2 білий пішак · b2 білий пішак · c2 білий пішак · d2 білий слон · g2 білий пішак · h2 білий пішак · c1 білий король · d1 біла тура · f1 білий слон · h1 біла тура | a8 чорна тура · c8 чорний слон · d8 білий ферзь · e8 чорний король · h8 чорна тура · a7 чорний пішак · b7 чорний пішак · c7 чорний пішак · f7 чорний пішак · g7 чорний пішак · h7 чорний пішак · c6 чорний пішак · e4 чорний кінь · g4 чорний ферзь · a2 білий пішак · b2 білий пішак · c2 білий пішак · d2 білий слон · g2 білий пішак · h2 білий пішак · c1 білий король · d1 біла тура · f1 білий слон · h1 біла тура | a8 чорна тура · c8 чорний слон · d8 білий ферзь · e8 чорний король · h8 чорна тура · a7 чорний пішак · b7 чорний пішак · c7 чорний пішак · f7 чорний пішак · g7 чорний пішак · h7 чорний пішак · c6 чорний пішак · e4 чорний кінь · g4 чорний ферзь · a2 білий пішак · b2 білий пішак · c2 білий пішак · d2 білий слон · g2 білий пішак · h2 білий пішак · c1 білий король · d1 біла тура · f1 білий слон · h1 біла тура | 1 |
|   | a | b | c | d | e | f | g | h |   |

|   | a | b | c | d | e | f | g | h |   |
| 8 | a8 чорна тура · c8 чорний слон · d8 чорний король · h8 чорна тура · a7 чорний пішак · b7 чорний пішак · c7 чорний пішак · f7 чорний пішак · g7 чорний пішак · h7 чорний пішак · c6 чорний пішак · g5 білий слон · e4 чорний кінь · g4 чорний ферзь · a2 білий пішак · b2 білий пішак · c2 білий пішак · g2 білий пішак · h2 білий пішак · c1 білий король · d1 біла тура · f1 білий слон · h1 біла тура | a8 чорна тура · c8 чорний слон · d8 чорний король · h8 чорна тура · a7 чорний пішак · b7 чорний пішак · c7 чорний пішак · f7 чорний пішак · g7 чорний пішак · h7 чорний пішак · c6 чорний пішак · g5 білий слон · e4 чорний кінь · g4 чорний ферзь · a2 білий пішак · b2 білий пішак · c2 білий пішак · g2 білий пішак · h2 білий пішак · c1 білий король · d1 біла тура · f1 білий слон · h1 біла тура | a8 чорна тура · c8 чорний слон · d8 чорний король · h8 чорна тура · a7 чорний пішак · b7 чорний пішак · c7 чорний пішак · f7 чорний пішак · g7 чорний пішак · h7 чорний пішак · c6 чорний пішак · g5 білий слон · e4 чорний кінь · g4 чорний ферзь · a2 білий пішак · b2 білий пішак · c2 білий пішак · g2 білий пішак · h2 білий пішак · c1 білий король · d1 біла тура · f1 білий слон · h1 біла тура | a8 чорна тура · c8 чорний слон · d8 чорний король · h8 чорна тура · a7 чорний пішак · b7 чорний пішак · c7 чорний пішак · f7 чорний пішак · g7 чорний пішак · h7 чорний пішак · c6 чорний пішак · g5 білий слон · e4 чорний кінь · g4 чорний ферзь · a2 білий пішак · b2 білий пішак · c2 білий пішак · g2 білий пішак · h2 білий пішак · c1 білий король · d1 біла тура · f1 білий слон · h1 біла тура | a8 чорна тура · c8 чорний слон · d8 чорний король · h8 чорна тура · a7 чорний пішак · b7 чорний пішак · c7 чорний пішак · f7 чорний пішак · g7 чорний пішак · h7 чорний пішак · c6 чорний пішак · g5 білий слон · e4 чорний кінь · g4 чорний ферзь · a2 білий пішак · b2 білий пішак · c2 білий пішак · g2 білий пішак · h2 білий пішак · c1 білий король · d1 біла тура · f1 білий слон · h1 біла тура | a8 чорна тура · c8 чорний слон · d8 чорний король · h8 чорна тура · a7 чорний пішак · b7 чорний пішак · c7 чорний пішак · f7 чорний пішак · g7 чорний пішак · h7 чорний пішак · c6 чорний пішак · g5 білий слон · e4 чорний кінь · g4 чорний ферзь · a2 білий пішак · b2 білий пішак · c2 білий пішак · g2 білий пішак · h2 білий пішак · c1 білий король · d1 біла тура · f1 білий слон · h1 біла тура | a8 чорна тура · c8 чорний слон · d8 чорний король · h8 чорна тура · a7 чорний пішак · b7 чорний пішак · c7 чорний пішак · f7 чорний пішак · g7 чорний пішак · h7 чорний пішак · c6 чорний пішак · g5 білий слон · e4 чорний кінь · g4 чорний ферзь · a2 білий пішак · b2 білий пішак · c2 білий пішак · g2 білий пішак · h2 білий пішак · c1 білий король · d1 біла тура · f1 білий слон · h1 біла тура | a8 чорна тура · c8 чорний слон · d8 чорний король · h8 чорна тура · a7 чорний пішак · b7 чорний пішак · c7 чорний пішак · f7 чорний пішак · g7 чорний пішак · h7 чорний пішак · c6 чорний пішак · g5 білий слон · e4 чорний кінь · g4 чорний ферзь · a2 білий пішак · b2 білий пішак · c2 білий пішак · g2 білий пішак · h2 білий пішак · c1 білий король · d1 біла тура · f1 білий слон · h1 біла тура | 8 |
| 7 | a8 чорна тура · c8 чорний слон · d8 чорний король · h8 чорна тура · a7 чорний пішак · b7 чорний пішак · c7 чорний пішак · f7 чорний пішак · g7 чорний пішак · h7 чорний пішак · c6 чорний пішак · g5 білий слон · e4 чорний кінь · g4 чорний ферзь · a2 білий пішак · b2 білий пішак · c2 білий пішак · g2 білий пішак · h2 білий пішак · c1 білий король · d1 біла тура · f1 білий слон · h1 біла тура | a8 чорна тура · c8 чорний слон · d8 чорний король · h8 чорна тура · a7 чорний пішак · b7 чорний пішак · c7 чорний пішак · f7 чорний пішак · g7 чорний пішак · h7 чорний пішак · c6 чорний пішак · g5 білий слон · e4 чорний кінь · g4 чорний ферзь · a2 білий пішак · b2 білий пішак · c2 білий пішак · g2 білий пішак · h2 білий пішак · c1 білий король · d1 біла тура · f1 білий слон · h1 біла тура | a8 чорна тура · c8 чорний слон · d8 чорний король · h8 чорна тура · a7 чорний пішак · b7 чорний пішак · c7 чорний пішак · f7 чорний пішак · g7 чорний пішак · h7 чорний пішак · c6 чорний пішак · g5 білий слон · e4 чорний кінь · g4 чорний ферзь · a2 білий пішак · b2 білий пішак · c2 білий пішак · g2 білий пішак · h2 білий пішак · c1 білий король · d1 біла тура · f1 білий слон · h1 біла тура | a8 чорна тура · c8 чорний слон · d8 чорний король · h8 чорна тура · a7 чорний пішак · b7 чорний пішак · c7 чорний пішак · f7 чорний пішак · g7 чорний пішак · h7 чорний пішак · c6 чорний пішак · g5 білий слон · e4 чорний кінь · g4 чорний ферзь · a2 білий пішак · b2 білий пішак · c2 білий пішак · g2 білий пішак · h2 білий пішак · c1 білий король · d1 біла тура · f1 білий слон · h1 біла тура | a8 чорна тура · c8 чорний слон · d8 чорний король · h8 чорна тура · a7 чорний пішак · b7 чорний пішак · c7 чорний пішак · f7 чорний пішак · g7 чорний пішак · h7 чорний пішак · c6 чорний пішак · g5 білий слон · e4 чорний кінь · g4 чорний ферзь · a2 білий пішак · b2 білий пішак · c2 білий пішак · g2 білий пішак · h2 білий пішак · c1 білий король · d1 біла тура · f1 білий слон · h1 біла тура | a8 чорна тура · c8 чорний слон · d8 чорний король · h8 чорна тура · a7 чорний пішак · b7 чорний пішак · c7 чорний пішак · f7 чорний пішак · g7 чорний пішак · h7 чорний пішак · c6 чорний пішак · g5 білий слон · e4 чорний кінь · g4 чорний ферзь · a2 білий пішак · b2 білий пішак · c2 білий пішак · g2 білий пішак · h2 білий пішак · c1 білий король · d1 біла тура · f1 білий слон · h1 біла тура | a8 чорна тура · c8 чорний слон · d8 чорний король · h8 чорна тура · a7 чорний пішак · b7 чорний пішак · c7 чорний пішак · f7 чорний пішак · g7 чорний пішак · h7 чорний пішак · c6 чорний пішак · g5 білий слон · e4 чорний кінь · g4 чорний ферзь · a2 білий пішак · b2 білий пішак · c2 білий пішак · g2 білий пішак · h2 білий пішак · c1 білий король · d1 біла тура · f1 білий слон · h1 біла тура | a8 чорна тура · c8 чорний слон · d8 чорний король · h8 чорна тура · a7 чорний пішак · b7 чорний пішак · c7 чорний пішак · f7 чорний пішак · g7 чорний пішак · h7 чорний пішак · c6 чорний пішак · g5 білий слон · e4 чорний кінь · g4 чорний ферзь · a2 білий пішак · b2 білий пішак · c2 білий пішак · g2 білий пішак · h2 білий пішак · c1 білий король · d1 біла тура · f1 білий слон · h1 біла тура | 7 |
| 6 | a8 чорна тура · c8 чорний слон · d8 чорний король · h8 чорна тура · a7 чорний пішак · b7 чорний пішак · c7 чорний пішак · f7 чорний пішак · g7 чорний пішак · h7 чорний пішак · c6 чорний пішак · g5 білий слон · e4 чорний кінь · g4 чорний ферзь · a2 білий пішак · b2 білий пішак · c2 білий пішак · g2 білий пішак · h2 білий пішак · c1 білий король · d1 біла тура · f1 білий слон · h1 біла тура | a8 чорна тура · c8 чорний слон · d8 чорний король · h8 чорна тура · a7 чорний пішак · b7 чорний пішак · c7 чорний пішак · f7 чорний пішак · g7 чорний пішак · h7 чорний пішак · c6 чорний пішак · g5 білий слон · e4 чорний кінь · g4 чорний ферзь · a2 білий пішак · b2 білий пішак · c2 білий пішак · g2 білий пішак · h2 білий пішак · c1 білий король · d1 біла тура · f1 білий слон · h1 біла тура | a8 чорна тура · c8 чорний слон · d8 чорний король · h8 чорна тура · a7 чорний пішак · b7 чорний пішак · c7 чорний пішак · f7 чорний пішак · g7 чорний пішак · h7 чорний пішак · c6 чорний пішак · g5 білий слон · e4 чорний кінь · g4 чорний ферзь · a2 білий пішак · b2 білий пішак · c2 білий пішак · g2 білий пішак · h2 білий пішак · c1 білий король · d1 біла тура · f1 білий слон · h1 біла тура | a8 чорна тура · c8 чорний слон · d8 чорний король · h8 чорна тура · a7 чорний пішак · b7 чорний пішак · c7 чорний пішак · f7 чорний пішак · g7 чорний пішак · h7 чорний пішак · c6 чорний пішак · g5 білий слон · e4 чорний кінь · g4 чорний ферзь · a2 білий пішак · b2 білий пішак · c2 білий пішак · g2 білий пішак · h2 білий пішак · c1 білий король · d1 біла тура · f1 білий слон · h1 біла тура | a8 чорна тура · c8 чорний слон · d8 чорний король · h8 чорна тура · a7 чорний пішак · b7 чорний пішак · c7 чорний пішак · f7 чорний пішак · g7 чорний пішак · h7 чорний пішак · c6 чорний пішак · g5 білий слон · e4 чорний кінь · g4 чорний ферзь · a2 білий пішак · b2 білий пішак · c2 білий пішак · g2 білий пішак · h2 білий пішак · c1 білий король · d1 біла тура · f1 білий слон · h1 біла тура | a8 чорна тура · c8 чорний слон · d8 чорний король · h8 чорна тура · a7 чорний пішак · b7 чорний пішак · c7 чорний пішак · f7 чорний пішак · g7 чорний пішак · h7 чорний пішак · c6 чорний пішак · g5 білий слон · e4 чорний кінь · g4 чорний ферзь · a2 білий пішак · b2 білий пішак · c2 білий пішак · g2 білий пішак · h2 білий пішак · c1 білий король · d1 біла тура · f1 білий слон · h1 біла тура | a8 чорна тура · c8 чорний слон · d8 чорний король · h8 чорна тура · a7 чорний пішак · b7 чорний пішак · c7 чорний пішак · f7 чорний пішак · g7 чорний пішак · h7 чорний пішак · c6 чорний пішак · g5 білий слон · e4 чорний кінь · g4 чорний ферзь · a2 білий пішак · b2 білий пішак · c2 білий пішак · g2 білий пішак · h2 білий пішак · c1 білий король · d1 біла тура · f1 білий слон · h1 біла тура | a8 чорна тура · c8 чорний слон · d8 чорний король · h8 чорна тура · a7 чорний пішак · b7 чорний пішак · c7 чорний пішак · f7 чорний пішак · g7 чорний пішак · h7 чорний пішак · c6 чорний пішак · g5 білий слон · e4 чорний кінь · g4 чорний ферзь · a2 білий пішак · b2 білий пішак · c2 білий пішак · g2 білий пішак · h2 білий пішак · c1 білий король · d1 біла тура · f1 білий слон · h1 біла тура | 6 |
| 5 | a8 чорна тура · c8 чорний слон · d8 чорний король · h8 чорна тура · a7 чорний пішак · b7 чорний пішак · c7 чорний пішак · f7 чорний пішак · g7 чорний пішак · h7 чорний пішак · c6 чорний пішак · g5 білий слон · e4 чорний кінь · g4 чорний ферзь · a2 білий пішак · b2 білий пішак · c2 білий пішак · g2 білий пішак · h2 білий пішак · c1 білий король · d1 біла тура · f1 білий слон · h1 біла тура | a8 чорна тура · c8 чорний слон · d8 чорний король · h8 чорна тура · a7 чорний пішак · b7 чорний пішак · c7 чорний пішак · f7 чорний пішак · g7 чорний пішак · h7 чорний пішак · c6 чорний пішак · g5 білий слон · e4 чорний кінь · g4 чорний ферзь · a2 білий пішак · b2 білий пішак · c2 білий пішак · g2 білий пішак · h2 білий пішак · c1 білий король · d1 біла тура · f1 білий слон · h1 біла тура | a8 чорна тура · c8 чорний слон · d8 чорний король · h8 чорна тура · a7 чорний пішак · b7 чорний пішак · c7 чорний пішак · f7 чорний пішак · g7 чорний пішак · h7 чорний пішак · c6 чорний пішак · g5 білий слон · e4 чорний кінь · g4 чорний ферзь · a2 білий пішак · b2 білий пішак · c2 білий пішак · g2 білий пішак · h2 білий пішак · c1 білий король · d1 біла тура · f1 білий слон · h1 біла тура | a8 чорна тура · c8 чорний слон · d8 чорний король · h8 чорна тура · a7 чорний пішак · b7 чорний пішак · c7 чорний пішак · f7 чорний пішак · g7 чорний пішак · h7 чорний пішак · c6 чорний пішак · g5 білий слон · e4 чорний кінь · g4 чорний ферзь · a2 білий пішак · b2 білий пішак · c2 білий пішак · g2 білий пішак · h2 білий пішак · c1 білий король · d1 біла тура · f1 білий слон · h1 біла тура | a8 чорна тура · c8 чорний слон · d8 чорний король · h8 чорна тура · a7 чорний пішак · b7 чорний пішак · c7 чорний пішак · f7 чорний пішак · g7 чорний пішак · h7 чорний пішак · c6 чорний пішак · g5 білий слон · e4 чорний кінь · g4 чорний ферзь · a2 білий пішак · b2 білий пішак · c2 білий пішак · g2 білий пішак · h2 білий пішак · c1 білий король · d1 біла тура · f1 білий слон · h1 біла тура | a8 чорна тура · c8 чорний слон · d8 чорний король · h8 чорна тура · a7 чорний пішак · b7 чорний пішак · c7 чорний пішак · f7 чорний пішак · g7 чорний пішак · h7 чорний пішак · c6 чорний пішак · g5 білий слон · e4 чорний кінь · g4 чорний ферзь · a2 білий пішак · b2 білий пішак · c2 білий пішак · g2 білий пішак · h2 білий пішак · c1 білий король · d1 біла тура · f1 білий слон · h1 біла тура | a8 чорна тура · c8 чорний слон · d8 чорний король · h8 чорна тура · a7 чорний пішак · b7 чорний пішак · c7 чорний пішак · f7 чорний пішак · g7 чорний пішак · h7 чорний пішак · c6 чорний пішак · g5 білий слон · e4 чорний кінь · g4 чорний ферзь · a2 білий пішак · b2 білий пішак · c2 білий пішак · g2 білий пішак · h2 білий пішак · c1 білий король · d1 біла тура · f1 білий слон · h1 біла тура | a8 чорна тура · c8 чорний слон · d8 чорний король · h8 чорна тура · a7 чорний пішак · b7 чорний пішак · c7 чорний пішак · f7 чорний пішак · g7 чорний пішак · h7 чорний пішак · c6 чорний пішак · g5 білий слон · e4 чорний кінь · g4 чорний ферзь · a2 білий пішак · b2 білий пішак · c2 білий пішак · g2 білий пішак · h2 білий пішак · c1 білий король · d1 біла тура · f1 білий слон · h1 біла тура | 5 |
| 4 | a8 чорна тура · c8 чорний слон · d8 чорний король · h8 чорна тура · a7 чорний пішак · b7 чорний пішак · c7 чорний пішак · f7 чорний пішак · g7 чорний пішак · h7 чорний пішак · c6 чорний пішак · g5 білий слон · e4 чорний кінь · g4 чорний ферзь · a2 білий пішак · b2 білий пішак · c2 білий пішак · g2 білий пішак · h2 білий пішак · c1 білий король · d1 біла тура · f1 білий слон · h1 біла тура | a8 чорна тура · c8 чорний слон · d8 чорний король · h8 чорна тура · a7 чорний пішак · b7 чорний пішак · c7 чорний пішак · f7 чорний пішак · g7 чорний пішак · h7 чорний пішак · c6 чорний пішак · g5 білий слон · e4 чорний кінь · g4 чорний ферзь · a2 білий пішак · b2 білий пішак · c2 білий пішак · g2 білий пішак · h2 білий пішак · c1 білий король · d1 біла тура · f1 білий слон · h1 біла тура | a8 чорна тура · c8 чорний слон · d8 чорний король · h8 чорна тура · a7 чорний пішак · b7 чорний пішак · c7 чорний пішак · f7 чорний пішак · g7 чорний пішак · h7 чорний пішак · c6 чорний пішак · g5 білий слон · e4 чорний кінь · g4 чорний ферзь · a2 білий пішак · b2 білий пішак · c2 білий пішак · g2 білий пішак · h2 білий пішак · c1 білий король · d1 біла тура · f1 білий слон · h1 біла тура | a8 чорна тура · c8 чорний слон · d8 чорний король · h8 чорна тура · a7 чорний пішак · b7 чорний пішак · c7 чорний пішак · f7 чорний пішак · g7 чорний пішак · h7 чорний пішак · c6 чорний пішак · g5 білий слон · e4 чорний кінь · g4 чорний ферзь · a2 білий пішак · b2 білий пішак · c2 білий пішак · g2 білий пішак · h2 білий пішак · c1 білий король · d1 біла тура · f1 білий слон · h1 біла тура | a8 чорна тура · c8 чорний слон · d8 чорний король · h8 чорна тура · a7 чорний пішак · b7 чорний пішак · c7 чорний пішак · f7 чорний пішак · g7 чорний пішак · h7 чорний пішак · c6 чорний пішак · g5 білий слон · e4 чорний кінь · g4 чорний ферзь · a2 білий пішак · b2 білий пішак · c2 білий пішак · g2 білий пішак · h2 білий пішак · c1 білий король · d1 біла тура · f1 білий слон · h1 біла тура | a8 чорна тура · c8 чорний слон · d8 чорний король · h8 чорна тура · a7 чорний пішак · b7 чорний пішак · c7 чорний пішак · f7 чорний пішак · g7 чорний пішак · h7 чорний пішак · c6 чорний пішак · g5 білий слон · e4 чорний кінь · g4 чорний ферзь · a2 білий пішак · b2 білий пішак · c2 білий пішак · g2 білий пішак · h2 білий пішак · c1 білий король · d1 біла тура · f1 білий слон · h1 біла тура | a8 чорна тура · c8 чорний слон · d8 чорний король · h8 чорна тура · a7 чорний пішак · b7 чорний пішак · c7 чорний пішак · f7 чорний пішак · g7 чорний пішак · h7 чорний пішак · c6 чорний пішак · g5 білий слон · e4 чорний кінь · g4 чорний ферзь · a2 білий пішак · b2 білий пішак · c2 білий пішак · g2 білий пішак · h2 білий пішак · c1 білий король · d1 біла тура · f1 білий слон · h1 біла тура | a8 чорна тура · c8 чорний слон · d8 чорний король · h8 чорна тура · a7 чорний пішак · b7 чорний пішак · c7 чорний пішак · f7 чорний пішак · g7 чорний пішак · h7 чорний пішак · c6 чорний пішак · g5 білий слон · e4 чорний кінь · g4 чорний ферзь · a2 білий пішак · b2 білий пішак · c2 білий пішак · g2 білий пішак · h2 білий пішак · c1 білий король · d1 біла тура · f1 білий слон · h1 біла тура | 4 |
| 3 | a8 чорна тура · c8 чорний слон · d8 чорний король · h8 чорна тура · a7 чорний пішак · b7 чорний пішак · c7 чорний пішак · f7 чорний пішак · g7 чорний пішак · h7 чорний пішак · c6 чорний пішак · g5 білий слон · e4 чорний кінь · g4 чорний ферзь · a2 білий пішак · b2 білий пішак · c2 білий пішак · g2 білий пішак · h2 білий пішак · c1 білий король · d1 біла тура · f1 білий слон · h1 біла тура | a8 чорна тура · c8 чорний слон · d8 чорний король · h8 чорна тура · a7 чорний пішак · b7 чорний пішак · c7 чорний пішак · f7 чорний пішак · g7 чорний пішак · h7 чорний пішак · c6 чорний пішак · g5 білий слон · e4 чорний кінь · g4 чорний ферзь · a2 білий пішак · b2 білий пішак · c2 білий пішак · g2 білий пішак · h2 білий пішак · c1 білий король · d1 біла тура · f1 білий слон · h1 біла тура | a8 чорна тура · c8 чорний слон · d8 чорний король · h8 чорна тура · a7 чорний пішак · b7 чорний пішак · c7 чорний пішак · f7 чорний пішак · g7 чорний пішак · h7 чорний пішак · c6 чорний пішак · g5 білий слон · e4 чорний кінь · g4 чорний ферзь · a2 білий пішак · b2 білий пішак · c2 білий пішак · g2 білий пішак · h2 білий пішак · c1 білий король · d1 біла тура · f1 білий слон · h1 біла тура | a8 чорна тура · c8 чорний слон · d8 чорний король · h8 чорна тура · a7 чорний пішак · b7 чорний пішак · c7 чорний пішак · f7 чорний пішак · g7 чорний пішак · h7 чорний пішак · c6 чорний пішак · g5 білий слон · e4 чорний кінь · g4 чорний ферзь · a2 білий пішак · b2 білий пішак · c2 білий пішак · g2 білий пішак · h2 білий пішак · c1 білий король · d1 біла тура · f1 білий слон · h1 біла тура | a8 чорна тура · c8 чорний слон · d8 чорний король · h8 чорна тура · a7 чорний пішак · b7 чорний пішак · c7 чорний пішак · f7 чорний пішак · g7 чорний пішак · h7 чорний пішак · c6 чорний пішак · g5 білий слон · e4 чорний кінь · g4 чорний ферзь · a2 білий пішак · b2 білий пішак · c2 білий пішак · g2 білий пішак · h2 білий пішак · c1 білий король · d1 біла тура · f1 білий слон · h1 біла тура | a8 чорна тура · c8 чорний слон · d8 чорний король · h8 чорна тура · a7 чорний пішак · b7 чорний пішак · c7 чорний пішак · f7 чорний пішак · g7 чорний пішак · h7 чорний пішак · c6 чорний пішак · g5 білий слон · e4 чорний кінь · g4 чорний ферзь · a2 білий пішак · b2 білий пішак · c2 білий пішак · g2 білий пішак · h2 білий пішак · c1 білий король · d1 біла тура · f1 білий слон · h1 біла тура | a8 чорна тура · c8 чорний слон · d8 чорний король · h8 чорна тура · a7 чорний пішак · b7 чорний пішак · c7 чорний пішак · f7 чорний пішак · g7 чорний пішак · h7 чорний пішак · c6 чорний пішак · g5 білий слон · e4 чорний кінь · g4 чорний ферзь · a2 білий пішак · b2 білий пішак · c2 білий пішак · g2 білий пішак · h2 білий пішак · c1 білий король · d1 біла тура · f1 білий слон · h1 біла тура | a8 чорна тура · c8 чорний слон · d8 чорний король · h8 чорна тура · a7 чорний пішак · b7 чорний пішак · c7 чорний пішак · f7 чорний пішак · g7 чорний пішак · h7 чорний пішак · c6 чорний пішак · g5 білий слон · e4 чорний кінь · g4 чорний ферзь · a2 білий пішак · b2 білий пішак · c2 білий пішак · g2 білий пішак · h2 білий пішак · c1 білий король · d1 біла тура · f1 білий слон · h1 біла тура | 3 |
| 2 | a8 чорна тура · c8 чорний слон · d8 чорний король · h8 чорна тура · a7 чорний пішак · b7 чорний пішак · c7 чорний пішак · f7 чорний пішак · g7 чорний пішак · h7 чорний пішак · c6 чорний пішак · g5 білий слон · e4 чорний кінь · g4 чорний ферзь · a2 білий пішак · b2 білий пішак · c2 білий пішак · g2 білий пішак · h2 білий пішак · c1 білий король · d1 біла тура · f1 білий слон · h1 біла тура | a8 чорна тура · c8 чорний слон · d8 чорний король · h8 чорна тура · a7 чорний пішак · b7 чорний пішак · c7 чорний пішак · f7 чорний пішак · g7 чорний пішак · h7 чорний пішак · c6 чорний пішак · g5 білий слон · e4 чорний кінь · g4 чорний ферзь · a2 білий пішак · b2 білий пішак · c2 білий пішак · g2 білий пішак · h2 білий пішак · c1 білий король · d1 біла тура · f1 білий слон · h1 біла тура | a8 чорна тура · c8 чорний слон · d8 чорний король · h8 чорна тура · a7 чорний пішак · b7 чорний пішак · c7 чорний пішак · f7 чорний пішак · g7 чорний пішак · h7 чорний пішак · c6 чорний пішак · g5 білий слон · e4 чорний кінь · g4 чорний ферзь · a2 білий пішак · b2 білий пішак · c2 білий пішак · g2 білий пішак · h2 білий пішак · c1 білий король · d1 біла тура · f1 білий слон · h1 біла тура | a8 чорна тура · c8 чорний слон · d8 чорний король · h8 чорна тура · a7 чорний пішак · b7 чорний пішак · c7 чорний пішак · f7 чорний пішак · g7 чорний пішак · h7 чорний пішак · c6 чорний пішак · g5 білий слон · e4 чорний кінь · g4 чорний ферзь · a2 білий пішак · b2 білий пішак · c2 білий пішак · g2 білий пішак · h2 білий пішак · c1 білий король · d1 біла тура · f1 білий слон · h1 біла тура | a8 чорна тура · c8 чорний слон · d8 чорний король · h8 чорна тура · a7 чорний пішак · b7 чорний пішак · c7 чорний пішак · f7 чорний пішак · g7 чорний пішак · h7 чорний пішак · c6 чорний пішак · g5 білий слон · e4 чорний кінь · g4 чорний ферзь · a2 білий пішак · b2 білий пішак · c2 білий пішак · g2 білий пішак · h2 білий пішак · c1 білий король · d1 біла тура · f1 білий слон · h1 біла тура | a8 чорна тура · c8 чорний слон · d8 чорний король · h8 чорна тура · a7 чорний пішак · b7 чорний пішак · c7 чорний пішак · f7 чорний пішак · g7 чорний пішак · h7 чорний пішак · c6 чорний пішак · g5 білий слон · e4 чорний кінь · g4 чорний ферзь · a2 білий пішак · b2 білий пішак · c2 білий пішак · g2 білий пішак · h2 білий пішак · c1 білий король · d1 біла тура · f1 білий слон · h1 біла тура | a8 чорна тура · c8 чорний слон · d8 чорний король · h8 чорна тура · a7 чорний пішак · b7 чорний пішак · c7 чорний пішак · f7 чорний пішак · g7 чорний пішак · h7 чорний пішак · c6 чорний пішак · g5 білий слон · e4 чорний кінь · g4 чорний ферзь · a2 білий пішак · b2 білий пішак · c2 білий пішак · g2 білий пішак · h2 білий пішак · c1 білий король · d1 біла тура · f1 білий слон · h1 біла тура | a8 чорна тура · c8 чорний слон · d8 чорний король · h8 чорна тура · a7 чорний пішак · b7 чорний пішак · c7 чорний пішак · f7 чорний пішак · g7 чорний пішак · h7 чорний пішак · c6 чорний пішак · g5 білий слон · e4 чорний кінь · g4 чорний ферзь · a2 білий пішак · b2 білий пішак · c2 білий пішак · g2 білий пішак · h2 білий пішак · c1 білий король · d1 біла тура · f1 білий слон · h1 біла тура | 2 |
| 1 | a8 чорна тура · c8 чорний слон · d8 чорний король · h8 чорна тура · a7 чорний пішак · b7 чорний пішак · c7 чорний пішак · f7 чорний пішак · g7 чорний пішак · h7 чорний пішак · c6 чорний пішак · g5 білий слон · e4 чорний кінь · g4 чорний ферзь · a2 білий пішак · b2 білий пішак · c2 білий пішак · g2 білий пішак · h2 білий пішак · c1 білий король · d1 біла тура · f1 білий слон · h1 біла тура | a8 чорна тура · c8 чорний слон · d8 чорний король · h8 чорна тура · a7 чорний пішак · b7 чорний пішак · c7 чорний пішак · f7 чорний пішак · g7 чорний пішак · h7 чорний пішак · c6 чорний пішак · g5 білий слон · e4 чорний кінь · g4 чорний ферзь · a2 білий пішак · b2 білий пішак · c2 білий пішак · g2 білий пішак · h2 білий пішак · c1 білий король · d1 біла тура · f1 білий слон · h1 біла тура | a8 чорна тура · c8 чорний слон · d8 чорний король · h8 чорна тура · a7 чорний пішак · b7 чорний пішак · c7 чорний пішак · f7 чорний пішак · g7 чорний пішак · h7 чорний пішак · c6 чорний пішак · g5 білий слон · e4 чорний кінь · g4 чорний ферзь · a2 білий пішак · b2 білий пішак · c2 білий пішак · g2 білий пішак · h2 білий пішак · c1 білий король · d1 біла тура · f1 білий слон · h1 біла тура | a8 чорна тура · c8 чорний слон · d8 чорний король · h8 чорна тура · a7 чорний пішак · b7 чорний пішак · c7 чорний пішак · f7 чорний пішак · g7 чорний пішак · h7 чорний пішак · c6 чорний пішак · g5 білий слон · e4 чорний кінь · g4 чорний ферзь · a2 білий пішак · b2 білий пішак · c2 білий пішак · g2 білий пішак · h2 білий пішак · c1 білий король · d1 біла тура · f1 білий слон · h1 біла тура | a8 чорна тура · c8 чорний слон · d8 чорний король · h8 чорна тура · a7 чорний пішак · b7 чорний пішак · c7 чорний пішак · f7 чорний пішак · g7 чорний пішак · h7 чорний пішак · c6 чорний пішак · g5 білий слон · e4 чорний кінь · g4 чорний ферзь · a2 білий пішак · b2 білий пішак · c2 білий пішак · g2 білий пішак · h2 білий пішак · c1 білий король · d1 біла тура · f1 білий слон · h1 біла тура | a8 чорна тура · c8 чорний слон · d8 чорний король · h8 чорна тура · a7 чорний пішак · b7 чорний пішак · c7 чорний пішак · f7 чорний пішак · g7 чорний пішак · h7 чорний пішак · c6 чорний пішак · g5 білий слон · e4 чорний кінь · g4 чорний ферзь · a2 білий пішак · b2 білий пішак · c2 білий пішак · g2 білий пішак · h2 білий пішак · c1 білий король · d1 біла тура · f1 білий слон · h1 біла тура | a8 чорна тура · c8 чорний слон · d8 чорний король · h8 чорна тура · a7 чорний пішак · b7 чорний пішак · c7 чорний пішак · f7 чорний пішак · g7 чорний пішак · h7 чорний пішак · c6 чорний пішак · g5 білий слон · e4 чорний кінь · g4 чорний ферзь · a2 білий пішак · b2 білий пішак · c2 білий пішак · g2 білий пішак · h2 білий пішак · c1 білий король · d1 біла тура · f1 білий слон · h1 біла тура | a8 чорна тура · c8 чорний слон · d8 чорний король · h8 чорна тура · a7 чорний пішак · b7 чорний пішак · c7 чорний пішак · f7 чорний пішак · g7 чорний пішак · h7 чорний пішак · c6 чорний пішак · g5 білий слон · e4 чорний кінь · g4 чорний ферзь · a2 білий пішак · b2 білий пішак · c2 білий пішак · g2 білий пішак · h2 білий пішак · c1 білий король · d1 біла тура · f1 білий слон · h1 біла тура | 1 |
|   | a | b | c | d | e | f | g | h |   |

|   | a | b | c | d | e | f | g | h |   |
| 8 | a8 чорна тура · c8 чорний слон · d8 біла тура · e8 чорний король · h8 чорна тура · a7 чорний пішак · b7 чорний пішак · c7 чорний пішак · f7 чорний пішак · g7 чорний пішак · h7 чорний пішак · c6 чорний пішак · g5 білий слон · e4 чорний кінь · g4 чорний ферзь · a2 білий пішак · b2 білий пішак · c2 білий пішак · g2 білий пішак · h2 білий пішак · c1 білий король · f1 білий слон · h1 біла тура | a8 чорна тура · c8 чорний слон · d8 біла тура · e8 чорний король · h8 чорна тура · a7 чорний пішак · b7 чорний пішак · c7 чорний пішак · f7 чорний пішак · g7 чорний пішак · h7 чорний пішак · c6 чорний пішак · g5 білий слон · e4 чорний кінь · g4 чорний ферзь · a2 білий пішак · b2 білий пішак · c2 білий пішак · g2 білий пішак · h2 білий пішак · c1 білий король · f1 білий слон · h1 біла тура | a8 чорна тура · c8 чорний слон · d8 біла тура · e8 чорний король · h8 чорна тура · a7 чорний пішак · b7 чорний пішак · c7 чорний пішак · f7 чорний пішак · g7 чорний пішак · h7 чорний пішак · c6 чорний пішак · g5 білий слон · e4 чорний кінь · g4 чорний ферзь · a2 білий пішак · b2 білий пішак · c2 білий пішак · g2 білий пішак · h2 білий пішак · c1 білий король · f1 білий слон · h1 біла тура | a8 чорна тура · c8 чорний слон · d8 біла тура · e8 чорний король · h8 чорна тура · a7 чорний пішак · b7 чорний пішак · c7 чорний пішак · f7 чорний пішак · g7 чорний пішак · h7 чорний пішак · c6 чорний пішак · g5 білий слон · e4 чорний кінь · g4 чорний ферзь · a2 білий пішак · b2 білий пішак · c2 білий пішак · g2 білий пішак · h2 білий пішак · c1 білий король · f1 білий слон · h1 біла тура | a8 чорна тура · c8 чорний слон · d8 біла тура · e8 чорний король · h8 чорна тура · a7 чорний пішак · b7 чорний пішак · c7 чорний пішак · f7 чорний пішак · g7 чорний пішак · h7 чорний пішак · c6 чорний пішак · g5 білий слон · e4 чорний кінь · g4 чорний ферзь · a2 білий пішак · b2 білий пішак · c2 білий пішак · g2 білий пішак · h2 білий пішак · c1 білий король · f1 білий слон · h1 біла тура | a8 чорна тура · c8 чорний слон · d8 біла тура · e8 чорний король · h8 чорна тура · a7 чорний пішак · b7 чорний пішак · c7 чорний пішак · f7 чорний пішак · g7 чорний пішак · h7 чорний пішак · c6 чорний пішак · g5 білий слон · e4 чорний кінь · g4 чорний ферзь · a2 білий пішак · b2 білий пішак · c2 білий пішак · g2 білий пішак · h2 білий пішак · c1 білий король · f1 білий слон · h1 біла тура | a8 чорна тура · c8 чорний слон · d8 біла тура · e8 чорний король · h8 чорна тура · a7 чорний пішак · b7 чорний пішак · c7 чорний пішак · f7 чорний пішак · g7 чорний пішак · h7 чорний пішак · c6 чорний пішак · g5 білий слон · e4 чорний кінь · g4 чорний ферзь · a2 білий пішак · b2 білий пішак · c2 білий пішак · g2 білий пішак · h2 білий пішак · c1 білий король · f1 білий слон · h1 біла тура | a8 чорна тура · c8 чорний слон · d8 біла тура · e8 чорний король · h8 чорна тура · a7 чорний пішак · b7 чорний пішак · c7 чорний пішак · f7 чорний пішак · g7 чорний пішак · h7 чорний пішак · c6 чорний пішак · g5 білий слон · e4 чорний кінь · g4 чорний ферзь · a2 білий пішак · b2 білий пішак · c2 білий пішак · g2 білий пішак · h2 білий пішак · c1 білий король · f1 білий слон · h1 біла тура | 8 |
| 7 | a8 чорна тура · c8 чорний слон · d8 біла тура · e8 чорний король · h8 чорна тура · a7 чорний пішак · b7 чорний пішак · c7 чорний пішак · f7 чорний пішак · g7 чорний пішак · h7 чорний пішак · c6 чорний пішак · g5 білий слон · e4 чорний кінь · g4 чорний ферзь · a2 білий пішак · b2 білий пішак · c2 білий пішак · g2 білий пішак · h2 білий пішак · c1 білий король · f1 білий слон · h1 біла тура | a8 чорна тура · c8 чорний слон · d8 біла тура · e8 чорний король · h8 чорна тура · a7 чорний пішак · b7 чорний пішак · c7 чорний пішак · f7 чорний пішак · g7 чорний пішак · h7 чорний пішак · c6 чорний пішак · g5 білий слон · e4 чорний кінь · g4 чорний ферзь · a2 білий пішак · b2 білий пішак · c2 білий пішак · g2 білий пішак · h2 білий пішак · c1 білий король · f1 білий слон · h1 біла тура | a8 чорна тура · c8 чорний слон · d8 біла тура · e8 чорний король · h8 чорна тура · a7 чорний пішак · b7 чорний пішак · c7 чорний пішак · f7 чорний пішак · g7 чорний пішак · h7 чорний пішак · c6 чорний пішак · g5 білий слон · e4 чорний кінь · g4 чорний ферзь · a2 білий пішак · b2 білий пішак · c2 білий пішак · g2 білий пішак · h2 білий пішак · c1 білий король · f1 білий слон · h1 біла тура | a8 чорна тура · c8 чорний слон · d8 біла тура · e8 чорний король · h8 чорна тура · a7 чорний пішак · b7 чорний пішак · c7 чорний пішак · f7 чорний пішак · g7 чорний пішак · h7 чорний пішак · c6 чорний пішак · g5 білий слон · e4 чорний кінь · g4 чорний ферзь · a2 білий пішак · b2 білий пішак · c2 білий пішак · g2 білий пішак · h2 білий пішак · c1 білий король · f1 білий слон · h1 біла тура | a8 чорна тура · c8 чорний слон · d8 біла тура · e8 чорний король · h8 чорна тура · a7 чорний пішак · b7 чорний пішак · c7 чорний пішак · f7 чорний пішак · g7 чорний пішак · h7 чорний пішак · c6 чорний пішак · g5 білий слон · e4 чорний кінь · g4 чорний ферзь · a2 білий пішак · b2 білий пішак · c2 білий пішак · g2 білий пішак · h2 білий пішак · c1 білий король · f1 білий слон · h1 біла тура | a8 чорна тура · c8 чорний слон · d8 біла тура · e8 чорний король · h8 чорна тура · a7 чорний пішак · b7 чорний пішак · c7 чорний пішак · f7 чорний пішак · g7 чорний пішак · h7 чорний пішак · c6 чорний пішак · g5 білий слон · e4 чорний кінь · g4 чорний ферзь · a2 білий пішак · b2 білий пішак · c2 білий пішак · g2 білий пішак · h2 білий пішак · c1 білий король · f1 білий слон · h1 біла тура | a8 чорна тура · c8 чорний слон · d8 біла тура · e8 чорний король · h8 чорна тура · a7 чорний пішак · b7 чорний пішак · c7 чорний пішак · f7 чорний пішак · g7 чорний пішак · h7 чорний пішак · c6 чорний пішак · g5 білий слон · e4 чорний кінь · g4 чорний ферзь · a2 білий пішак · b2 білий пішак · c2 білий пішак · g2 білий пішак · h2 білий пішак · c1 білий король · f1 білий слон · h1 біла тура | a8 чорна тура · c8 чорний слон · d8 біла тура · e8 чорний король · h8 чорна тура · a7 чорний пішак · b7 чорний пішак · c7 чорний пішак · f7 чорний пішак · g7 чорний пішак · h7 чорний пішак · c6 чорний пішак · g5 білий слон · e4 чорний кінь · g4 чорний ферзь · a2 білий пішак · b2 білий пішак · c2 білий пішак · g2 білий пішак · h2 білий пішак · c1 білий король · f1 білий слон · h1 біла тура | 7 |
| 6 | a8 чорна тура · c8 чорний слон · d8 біла тура · e8 чорний король · h8 чорна тура · a7 чорний пішак · b7 чорний пішак · c7 чорний пішак · f7 чорний пішак · g7 чорний пішак · h7 чорний пішак · c6 чорний пішак · g5 білий слон · e4 чорний кінь · g4 чорний ферзь · a2 білий пішак · b2 білий пішак · c2 білий пішак · g2 білий пішак · h2 білий пішак · c1 білий король · f1 білий слон · h1 біла тура | a8 чорна тура · c8 чорний слон · d8 біла тура · e8 чорний король · h8 чорна тура · a7 чорний пішак · b7 чорний пішак · c7 чорний пішак · f7 чорний пішак · g7 чорний пішак · h7 чорний пішак · c6 чорний пішак · g5 білий слон · e4 чорний кінь · g4 чорний ферзь · a2 білий пішак · b2 білий пішак · c2 білий пішак · g2 білий пішак · h2 білий пішак · c1 білий король · f1 білий слон · h1 біла тура | a8 чорна тура · c8 чорний слон · d8 біла тура · e8 чорний король · h8 чорна тура · a7 чорний пішак · b7 чорний пішак · c7 чорний пішак · f7 чорний пішак · g7 чорний пішак · h7 чорний пішак · c6 чорний пішак · g5 білий слон · e4 чорний кінь · g4 чорний ферзь · a2 білий пішак · b2 білий пішак · c2 білий пішак · g2 білий пішак · h2 білий пішак · c1 білий король · f1 білий слон · h1 біла тура | a8 чорна тура · c8 чорний слон · d8 біла тура · e8 чорний король · h8 чорна тура · a7 чорний пішак · b7 чорний пішак · c7 чорний пішак · f7 чорний пішак · g7 чорний пішак · h7 чорний пішак · c6 чорний пішак · g5 білий слон · e4 чорний кінь · g4 чорний ферзь · a2 білий пішак · b2 білий пішак · c2 білий пішак · g2 білий пішак · h2 білий пішак · c1 білий король · f1 білий слон · h1 біла тура | a8 чорна тура · c8 чорний слон · d8 біла тура · e8 чорний король · h8 чорна тура · a7 чорний пішак · b7 чорний пішак · c7 чорний пішак · f7 чорний пішак · g7 чорний пішак · h7 чорний пішак · c6 чорний пішак · g5 білий слон · e4 чорний кінь · g4 чорний ферзь · a2 білий пішак · b2 білий пішак · c2 білий пішак · g2 білий пішак · h2 білий пішак · c1 білий король · f1 білий слон · h1 біла тура | a8 чорна тура · c8 чорний слон · d8 біла тура · e8 чорний король · h8 чорна тура · a7 чорний пішак · b7 чорний пішак · c7 чорний пішак · f7 чорний пішак · g7 чорний пішак · h7 чорний пішак · c6 чорний пішак · g5 білий слон · e4 чорний кінь · g4 чорний ферзь · a2 білий пішак · b2 білий пішак · c2 білий пішак · g2 білий пішак · h2 білий пішак · c1 білий король · f1 білий слон · h1 біла тура | a8 чорна тура · c8 чорний слон · d8 біла тура · e8 чорний король · h8 чорна тура · a7 чорний пішак · b7 чорний пішак · c7 чорний пішак · f7 чорний пішак · g7 чорний пішак · h7 чорний пішак · c6 чорний пішак · g5 білий слон · e4 чорний кінь · g4 чорний ферзь · a2 білий пішак · b2 білий пішак · c2 білий пішак · g2 білий пішак · h2 білий пішак · c1 білий король · f1 білий слон · h1 біла тура | a8 чорна тура · c8 чорний слон · d8 біла тура · e8 чорний король · h8 чорна тура · a7 чорний пішак · b7 чорний пішак · c7 чорний пішак · f7 чорний пішак · g7 чорний пішак · h7 чорний пішак · c6 чорний пішак · g5 білий слон · e4 чорний кінь · g4 чорний ферзь · a2 білий пішак · b2 білий пішак · c2 білий пішак · g2 білий пішак · h2 білий пішак · c1 білий король · f1 білий слон · h1 біла тура | 6 |
| 5 | a8 чорна тура · c8 чорний слон · d8 біла тура · e8 чорний король · h8 чорна тура · a7 чорний пішак · b7 чорний пішак · c7 чорний пішак · f7 чорний пішак · g7 чорний пішак · h7 чорний пішак · c6 чорний пішак · g5 білий слон · e4 чорний кінь · g4 чорний ферзь · a2 білий пішак · b2 білий пішак · c2 білий пішак · g2 білий пішак · h2 білий пішак · c1 білий король · f1 білий слон · h1 біла тура | a8 чорна тура · c8 чорний слон · d8 біла тура · e8 чорний король · h8 чорна тура · a7 чорний пішак · b7 чорний пішак · c7 чорний пішак · f7 чорний пішак · g7 чорний пішак · h7 чорний пішак · c6 чорний пішак · g5 білий слон · e4 чорний кінь · g4 чорний ферзь · a2 білий пішак · b2 білий пішак · c2 білий пішак · g2 білий пішак · h2 білий пішак · c1 білий король · f1 білий слон · h1 біла тура | a8 чорна тура · c8 чорний слон · d8 біла тура · e8 чорний король · h8 чорна тура · a7 чорний пішак · b7 чорний пішак · c7 чорний пішак · f7 чорний пішак · g7 чорний пішак · h7 чорний пішак · c6 чорний пішак · g5 білий слон · e4 чорний кінь · g4 чорний ферзь · a2 білий пішак · b2 білий пішак · c2 білий пішак · g2 білий пішак · h2 білий пішак · c1 білий король · f1 білий слон · h1 біла тура | a8 чорна тура · c8 чорний слон · d8 біла тура · e8 чорний король · h8 чорна тура · a7 чорний пішак · b7 чорний пішак · c7 чорний пішак · f7 чорний пішак · g7 чорний пішак · h7 чорний пішак · c6 чорний пішак · g5 білий слон · e4 чорний кінь · g4 чорний ферзь · a2 білий пішак · b2 білий пішак · c2 білий пішак · g2 білий пішак · h2 білий пішак · c1 білий король · f1 білий слон · h1 біла тура | a8 чорна тура · c8 чорний слон · d8 біла тура · e8 чорний король · h8 чорна тура · a7 чорний пішак · b7 чорний пішак · c7 чорний пішак · f7 чорний пішак · g7 чорний пішак · h7 чорний пішак · c6 чорний пішак · g5 білий слон · e4 чорний кінь · g4 чорний ферзь · a2 білий пішак · b2 білий пішак · c2 білий пішак · g2 білий пішак · h2 білий пішак · c1 білий король · f1 білий слон · h1 біла тура | a8 чорна тура · c8 чорний слон · d8 біла тура · e8 чорний король · h8 чорна тура · a7 чорний пішак · b7 чорний пішак · c7 чорний пішак · f7 чорний пішак · g7 чорний пішак · h7 чорний пішак · c6 чорний пішак · g5 білий слон · e4 чорний кінь · g4 чорний ферзь · a2 білий пішак · b2 білий пішак · c2 білий пішак · g2 білий пішак · h2 білий пішак · c1 білий король · f1 білий слон · h1 біла тура | a8 чорна тура · c8 чорний слон · d8 біла тура · e8 чорний король · h8 чорна тура · a7 чорний пішак · b7 чорний пішак · c7 чорний пішак · f7 чорний пішак · g7 чорний пішак · h7 чорний пішак · c6 чорний пішак · g5 білий слон · e4 чорний кінь · g4 чорний ферзь · a2 білий пішак · b2 білий пішак · c2 білий пішак · g2 білий пішак · h2 білий пішак · c1 білий король · f1 білий слон · h1 біла тура | a8 чорна тура · c8 чорний слон · d8 біла тура · e8 чорний король · h8 чорна тура · a7 чорний пішак · b7 чорний пішак · c7 чорний пішак · f7 чорний пішак · g7 чорний пішак · h7 чорний пішак · c6 чорний пішак · g5 білий слон · e4 чорний кінь · g4 чорний ферзь · a2 білий пішак · b2 білий пішак · c2 білий пішак · g2 білий пішак · h2 білий пішак · c1 білий король · f1 білий слон · h1 біла тура | 5 |
| 4 | a8 чорна тура · c8 чорний слон · d8 біла тура · e8 чорний король · h8 чорна тура · a7 чорний пішак · b7 чорний пішак · c7 чорний пішак · f7 чорний пішак · g7 чорний пішак · h7 чорний пішак · c6 чорний пішак · g5 білий слон · e4 чорний кінь · g4 чорний ферзь · a2 білий пішак · b2 білий пішак · c2 білий пішак · g2 білий пішак · h2 білий пішак · c1 білий король · f1 білий слон · h1 біла тура | a8 чорна тура · c8 чорний слон · d8 біла тура · e8 чорний король · h8 чорна тура · a7 чорний пішак · b7 чорний пішак · c7 чорний пішак · f7 чорний пішак · g7 чорний пішак · h7 чорний пішак · c6 чорний пішак · g5 білий слон · e4 чорний кінь · g4 чорний ферзь · a2 білий пішак · b2 білий пішак · c2 білий пішак · g2 білий пішак · h2 білий пішак · c1 білий король · f1 білий слон · h1 біла тура | a8 чорна тура · c8 чорний слон · d8 біла тура · e8 чорний король · h8 чорна тура · a7 чорний пішак · b7 чорний пішак · c7 чорний пішак · f7 чорний пішак · g7 чорний пішак · h7 чорний пішак · c6 чорний пішак · g5 білий слон · e4 чорний кінь · g4 чорний ферзь · a2 білий пішак · b2 білий пішак · c2 білий пішак · g2 білий пішак · h2 білий пішак · c1 білий король · f1 білий слон · h1 біла тура | a8 чорна тура · c8 чорний слон · d8 біла тура · e8 чорний король · h8 чорна тура · a7 чорний пішак · b7 чорний пішак · c7 чорний пішак · f7 чорний пішак · g7 чорний пішак · h7 чорний пішак · c6 чорний пішак · g5 білий слон · e4 чорний кінь · g4 чорний ферзь · a2 білий пішак · b2 білий пішак · c2 білий пішак · g2 білий пішак · h2 білий пішак · c1 білий король · f1 білий слон · h1 біла тура | a8 чорна тура · c8 чорний слон · d8 біла тура · e8 чорний король · h8 чорна тура · a7 чорний пішак · b7 чорний пішак · c7 чорний пішак · f7 чорний пішак · g7 чорний пішак · h7 чорний пішак · c6 чорний пішак · g5 білий слон · e4 чорний кінь · g4 чорний ферзь · a2 білий пішак · b2 білий пішак · c2 білий пішак · g2 білий пішак · h2 білий пішак · c1 білий король · f1 білий слон · h1 біла тура | a8 чорна тура · c8 чорний слон · d8 біла тура · e8 чорний король · h8 чорна тура · a7 чорний пішак · b7 чорний пішак · c7 чорний пішак · f7 чорний пішак · g7 чорний пішак · h7 чорний пішак · c6 чорний пішак · g5 білий слон · e4 чорний кінь · g4 чорний ферзь · a2 білий пішак · b2 білий пішак · c2 білий пішак · g2 білий пішак · h2 білий пішак · c1 білий король · f1 білий слон · h1 біла тура | a8 чорна тура · c8 чорний слон · d8 біла тура · e8 чорний король · h8 чорна тура · a7 чорний пішак · b7 чорний пішак · c7 чорний пішак · f7 чорний пішак · g7 чорний пішак · h7 чорний пішак · c6 чорний пішак · g5 білий слон · e4 чорний кінь · g4 чорний ферзь · a2 білий пішак · b2 білий пішак · c2 білий пішак · g2 білий пішак · h2 білий пішак · c1 білий король · f1 білий слон · h1 біла тура | a8 чорна тура · c8 чорний слон · d8 біла тура · e8 чорний король · h8 чорна тура · a7 чорний пішак · b7 чорний пішак · c7 чорний пішак · f7 чорний пішак · g7 чорний пішак · h7 чорний пішак · c6 чорний пішак · g5 білий слон · e4 чорний кінь · g4 чорний ферзь · a2 білий пішак · b2 білий пішак · c2 білий пішак · g2 білий пішак · h2 білий пішак · c1 білий король · f1 білий слон · h1 біла тура | 4 |
| 3 | a8 чорна тура · c8 чорний слон · d8 біла тура · e8 чорний король · h8 чорна тура · a7 чорний пішак · b7 чорний пішак · c7 чорний пішак · f7 чорний пішак · g7 чорний пішак · h7 чорний пішак · c6 чорний пішак · g5 білий слон · e4 чорний кінь · g4 чорний ферзь · a2 білий пішак · b2 білий пішак · c2 білий пішак · g2 білий пішак · h2 білий пішак · c1 білий король · f1 білий слон · h1 біла тура | a8 чорна тура · c8 чорний слон · d8 біла тура · e8 чорний король · h8 чорна тура · a7 чорний пішак · b7 чорний пішак · c7 чорний пішак · f7 чорний пішак · g7 чорний пішак · h7 чорний пішак · c6 чорний пішак · g5 білий слон · e4 чорний кінь · g4 чорний ферзь · a2 білий пішак · b2 білий пішак · c2 білий пішак · g2 білий пішак · h2 білий пішак · c1 білий король · f1 білий слон · h1 біла тура | a8 чорна тура · c8 чорний слон · d8 біла тура · e8 чорний король · h8 чорна тура · a7 чорний пішак · b7 чорний пішак · c7 чорний пішак · f7 чорний пішак · g7 чорний пішак · h7 чорний пішак · c6 чорний пішак · g5 білий слон · e4 чорний кінь · g4 чорний ферзь · a2 білий пішак · b2 білий пішак · c2 білий пішак · g2 білий пішак · h2 білий пішак · c1 білий король · f1 білий слон · h1 біла тура | a8 чорна тура · c8 чорний слон · d8 біла тура · e8 чорний король · h8 чорна тура · a7 чорний пішак · b7 чорний пішак · c7 чорний пішак · f7 чорний пішак · g7 чорний пішак · h7 чорний пішак · c6 чорний пішак · g5 білий слон · e4 чорний кінь · g4 чорний ферзь · a2 білий пішак · b2 білий пішак · c2 білий пішак · g2 білий пішак · h2 білий пішак · c1 білий король · f1 білий слон · h1 біла тура | a8 чорна тура · c8 чорний слон · d8 біла тура · e8 чорний король · h8 чорна тура · a7 чорний пішак · b7 чорний пішак · c7 чорний пішак · f7 чорний пішак · g7 чорний пішак · h7 чорний пішак · c6 чорний пішак · g5 білий слон · e4 чорний кінь · g4 чорний ферзь · a2 білий пішак · b2 білий пішак · c2 білий пішак · g2 білий пішак · h2 білий пішак · c1 білий король · f1 білий слон · h1 біла тура | a8 чорна тура · c8 чорний слон · d8 біла тура · e8 чорний король · h8 чорна тура · a7 чорний пішак · b7 чорний пішак · c7 чорний пішак · f7 чорний пішак · g7 чорний пішак · h7 чорний пішак · c6 чорний пішак · g5 білий слон · e4 чорний кінь · g4 чорний ферзь · a2 білий пішак · b2 білий пішак · c2 білий пішак · g2 білий пішак · h2 білий пішак · c1 білий король · f1 білий слон · h1 біла тура | a8 чорна тура · c8 чорний слон · d8 біла тура · e8 чорний король · h8 чорна тура · a7 чорний пішак · b7 чорний пішак · c7 чорний пішак · f7 чорний пішак · g7 чорний пішак · h7 чорний пішак · c6 чорний пішак · g5 білий слон · e4 чорний кінь · g4 чорний ферзь · a2 білий пішак · b2 білий пішак · c2 білий пішак · g2 білий пішак · h2 білий пішак · c1 білий король · f1 білий слон · h1 біла тура | a8 чорна тура · c8 чорний слон · d8 біла тура · e8 чорний король · h8 чорна тура · a7 чорний пішак · b7 чорний пішак · c7 чорний пішак · f7 чорний пішак · g7 чорний пішак · h7 чорний пішак · c6 чорний пішак · g5 білий слон · e4 чорний кінь · g4 чорний ферзь · a2 білий пішак · b2 білий пішак · c2 білий пішак · g2 білий пішак · h2 білий пішак · c1 білий король · f1 білий слон · h1 біла тура | 3 |
| 2 | a8 чорна тура · c8 чорний слон · d8 біла тура · e8 чорний король · h8 чорна тура · a7 чорний пішак · b7 чорний пішак · c7 чорний пішак · f7 чорний пішак · g7 чорний пішак · h7 чорний пішак · c6 чорний пішак · g5 білий слон · e4 чорний кінь · g4 чорний ферзь · a2 білий пішак · b2 білий пішак · c2 білий пішак · g2 білий пішак · h2 білий пішак · c1 білий король · f1 білий слон · h1 біла тура | a8 чорна тура · c8 чорний слон · d8 біла тура · e8 чорний король · h8 чорна тура · a7 чорний пішак · b7 чорний пішак · c7 чорний пішак · f7 чорний пішак · g7 чорний пішак · h7 чорний пішак · c6 чорний пішак · g5 білий слон · e4 чорний кінь · g4 чорний ферзь · a2 білий пішак · b2 білий пішак · c2 білий пішак · g2 білий пішак · h2 білий пішак · c1 білий король · f1 білий слон · h1 біла тура | a8 чорна тура · c8 чорний слон · d8 біла тура · e8 чорний король · h8 чорна тура · a7 чорний пішак · b7 чорний пішак · c7 чорний пішак · f7 чорний пішак · g7 чорний пішак · h7 чорний пішак · c6 чорний пішак · g5 білий слон · e4 чорний кінь · g4 чорний ферзь · a2 білий пішак · b2 білий пішак · c2 білий пішак · g2 білий пішак · h2 білий пішак · c1 білий король · f1 білий слон · h1 біла тура | a8 чорна тура · c8 чорний слон · d8 біла тура · e8 чорний король · h8 чорна тура · a7 чорний пішак · b7 чорний пішак · c7 чорний пішак · f7 чорний пішак · g7 чорний пішак · h7 чорний пішак · c6 чорний пішак · g5 білий слон · e4 чорний кінь · g4 чорний ферзь · a2 білий пішак · b2 білий пішак · c2 білий пішак · g2 білий пішак · h2 білий пішак · c1 білий король · f1 білий слон · h1 біла тура | a8 чорна тура · c8 чорний слон · d8 біла тура · e8 чорний король · h8 чорна тура · a7 чорний пішак · b7 чорний пішак · c7 чорний пішак · f7 чорний пішак · g7 чорний пішак · h7 чорний пішак · c6 чорний пішак · g5 білий слон · e4 чорний кінь · g4 чорний ферзь · a2 білий пішак · b2 білий пішак · c2 білий пішак · g2 білий пішак · h2 білий пішак · c1 білий король · f1 білий слон · h1 біла тура | a8 чорна тура · c8 чорний слон · d8 біла тура · e8 чорний король · h8 чорна тура · a7 чорний пішак · b7 чорний пішак · c7 чорний пішак · f7 чорний пішак · g7 чорний пішак · h7 чорний пішак · c6 чорний пішак · g5 білий слон · e4 чорний кінь · g4 чорний ферзь · a2 білий пішак · b2 білий пішак · c2 білий пішак · g2 білий пішак · h2 білий пішак · c1 білий король · f1 білий слон · h1 біла тура | a8 чорна тура · c8 чорний слон · d8 біла тура · e8 чорний король · h8 чорна тура · a7 чорний пішак · b7 чорний пішак · c7 чорний пішак · f7 чорний пішак · g7 чорний пішак · h7 чорний пішак · c6 чорний пішак · g5 білий слон · e4 чорний кінь · g4 чорний ферзь · a2 білий пішак · b2 білий пішак · c2 білий пішак · g2 білий пішак · h2 білий пішак · c1 білий король · f1 білий слон · h1 біла тура | a8 чорна тура · c8 чорний слон · d8 біла тура · e8 чорний король · h8 чорна тура · a7 чорний пішак · b7 чорний пішак · c7 чорний пішак · f7 чорний пішак · g7 чорний пішак · h7 чорний пішак · c6 чорний пішак · g5 білий слон · e4 чорний кінь · g4 чорний ферзь · a2 білий пішак · b2 білий пішак · c2 білий пішак · g2 білий пішак · h2 білий пішак · c1 білий король · f1 білий слон · h1 біла тура | 2 |
| 1 | a8 чорна тура · c8 чорний слон · d8 біла тура · e8 чорний король · h8 чорна тура · a7 чорний пішак · b7 чорний пішак · c7 чорний пішак · f7 чорний пішак · g7 чорний пішак · h7 чорний пішак · c6 чорний пішак · g5 білий слон · e4 чорний кінь · g4 чорний ферзь · a2 білий пішак · b2 білий пішак · c2 білий пішак · g2 білий пішак · h2 білий пішак · c1 білий король · f1 білий слон · h1 біла тура | a8 чорна тура · c8 чорний слон · d8 біла тура · e8 чорний король · h8 чорна тура · a7 чорний пішак · b7 чорний пішак · c7 чорний пішак · f7 чорний пішак · g7 чорний пішак · h7 чорний пішак · c6 чорний пішак · g5 білий слон · e4 чорний кінь · g4 чорний ферзь · a2 білий пішак · b2 білий пішак · c2 білий пішак · g2 білий пішак · h2 білий пішак · c1 білий король · f1 білий слон · h1 біла тура | a8 чорна тура · c8 чорний слон · d8 біла тура · e8 чорний король · h8 чорна тура · a7 чорний пішак · b7 чорний пішак · c7 чорний пішак · f7 чорний пішак · g7 чорний пішак · h7 чорний пішак · c6 чорний пішак · g5 білий слон · e4 чорний кінь · g4 чорний ферзь · a2 білий пішак · b2 білий пішак · c2 білий пішак · g2 білий пішак · h2 білий пішак · c1 білий король · f1 білий слон · h1 біла тура | a8 чорна тура · c8 чорний слон · d8 біла тура · e8 чорний король · h8 чорна тура · a7 чорний пішак · b7 чорний пішак · c7 чорний пішак · f7 чорний пішак · g7 чорний пішак · h7 чорний пішак · c6 чорний пішак · g5 білий слон · e4 чорний кінь · g4 чорний ферзь · a2 білий пішак · b2 білий пішак · c2 білий пішак · g2 білий пішак · h2 білий пішак · c1 білий король · f1 білий слон · h1 біла тура | a8 чорна тура · c8 чорний слон · d8 біла тура · e8 чорний король · h8 чорна тура · a7 чорний пішак · b7 чорний пішак · c7 чорний пішак · f7 чорний пішак · g7 чорний пішак · h7 чорний пішак · c6 чорний пішак · g5 білий слон · e4 чорний кінь · g4 чорний ферзь · a2 білий пішак · b2 білий пішак · c2 білий пішак · g2 білий пішак · h2 білий пішак · c1 білий король · f1 білий слон · h1 біла тура | a8 чорна тура · c8 чорний слон · d8 біла тура · e8 чорний король · h8 чорна тура · a7 чорний пішак · b7 чорний пішак · c7 чорний пішак · f7 чорний пішак · g7 чорний пішак · h7 чорний пішак · c6 чорний пішак · g5 білий слон · e4 чорний кінь · g4 чорний ферзь · a2 білий пішак · b2 білий пішак · c2 білий пішак · g2 білий пішак · h2 білий пішак · c1 білий король · f1 білий слон · h1 біла тура | a8 чорна тура · c8 чорний слон · d8 біла тура · e8 чорний король · h8 чорна тура · a7 чорний пішак · b7 чорний пішак · c7 чорний пішак · f7 чорний пішак · g7 чорний пішак · h7 чорний пішак · c6 чорний пішак · g5 білий слон · e4 чорний кінь · g4 чорний ферзь · a2 білий пішак · b2 білий пішак · c2 білий пішак · g2 білий пішак · h2 білий пішак · c1 білий король · f1 білий слон · h1 біла тура | a8 чорна тура · c8 чорний слон · d8 біла тура · e8 чорний король · h8 чорна тура · a7 чорний пішак · b7 чорний пішак · c7 чорний пішак · f7 чорний пішак · g7 чорний пішак · h7 чорний пішак · c6 чорний пішак · g5 білий слон · e4 чорний кінь · g4 чорний ферзь · a2 білий пішак · b2 білий пішак · c2 білий пішак · g2 білий пішак · h2 білий пішак · c1 білий король · f1 білий слон · h1 біла тура | 1 |
|   | a | b | c | d | e | f | g | h |   |